# Seconda guerra boera
La seconda guerra boera (Afrikaans: Tweede Boereoorlog, più spesso denominata Tweede Vryheidsoorlog, "seconda guerra per la libertà"), chiamata anche grande guerra boera, guerra sudafricana o seconda guerra anglo-boera fu un conflitto militare combattuto tra l'11 ottobre 1899 e il 31 maggio 1902 dall'Impero britannico contro le due repubbliche boere indipendenti, la Repubblica del Transvaal e lo Stato Libero dell'Orange.
La guerra, originata soprattutto dalle mire imperialistiche ed economiche britanniche, fu caratterizzata da alcuni inattesi successi iniziali dei boeri che misero in forte difficoltà le guarnigioni britanniche. Dopo l'arrivo di numerosi rinforzi e del nuovo comandante in capo, il feldmaresciallo Frederick Roberts, l'esercito britannico passò all'offensiva, invase le repubbliche boere ed entro la metà dell'anno 1900 occupò Bloemfontein e Pretoria.
La guerra non terminò però dopo la conquista delle capitali boere, ma si trasformò in una lotta logorante caratterizzata dalla guerriglia dei commando boeri che, guidati da abili capi, inflissero ripetute sconfitte ai britannici. Il nuovo comandante in capo, il generale Horatio Kitchener, ricorse ai metodi spietati dei rastrellamenti, della deportazione dei civili, delle distruzioni del territorio e dei campi di concentramento per vincere la resistenza boera.
La guerra, che rovinò in parte il prestigio internazionale dell'Impero britannico, terminò dopo trattative dirette nel 1902 con l'annessione ufficiale delle repubbliche boere che tuttavia mantennero la loro identità nazionale.

## Il contesto storico

### Le Repubbliche boere e l'Impero britannico
Dopo la fondazione nel 1652 di uno scalo navale nei pressi del Capo di Buona Speranza da parte della Compagnia olandese delle Indie orientali, l'insediamento si era lentamente sviluppato con l'arrivo di coloni olandesi, di emigrati tedeschi protestanti e francesi ugonotti. Questa popolazione europea, gli afrikaner ("popolo dell'Africa"), sviluppò un suo stile di vita con una propria lingua, l'afrikaans, una variante dell'olandese. I trekboer, o boeri ("agricoltori erranti") erano i coloni più poveri che si trasferivano progressivamente all'interno del territorio abbandonando la fascia costiera.
Nel 1806, durante le guerre napoleoniche, la Gran Bretagna si impadronì della colonia del Capo per farne una base strategica di collegamento sulla via dell'India; tuttavia l'emigrazione di coloni britannici fu limitata negli anni seguenti e gli afrikaner rimasero la maggioranza; nuovi sviluppi si verificarono nel 1834 quando il governatore britannico Benjamin d'Urban decretò l'emancipazione degli schiavi neri nella colonia del Capo; in opposizione a questa decisione, circa 5000 boeri decisero il Grande Trek. I cosiddetti voortrekker, "pionieri", risoluti e intransigenti, abbandonarono i loro stanziamenti del Capo e costituirono, dopo sanguinose lotte contro le tribù indigene, nuovi stanziamenti all'interno, oltre i fiumi Orange e Vaal, costituendo una società basata sulle fattorie agricole, sulle milizie e sulla rigida segregazione razziale di neri e sangue misti.

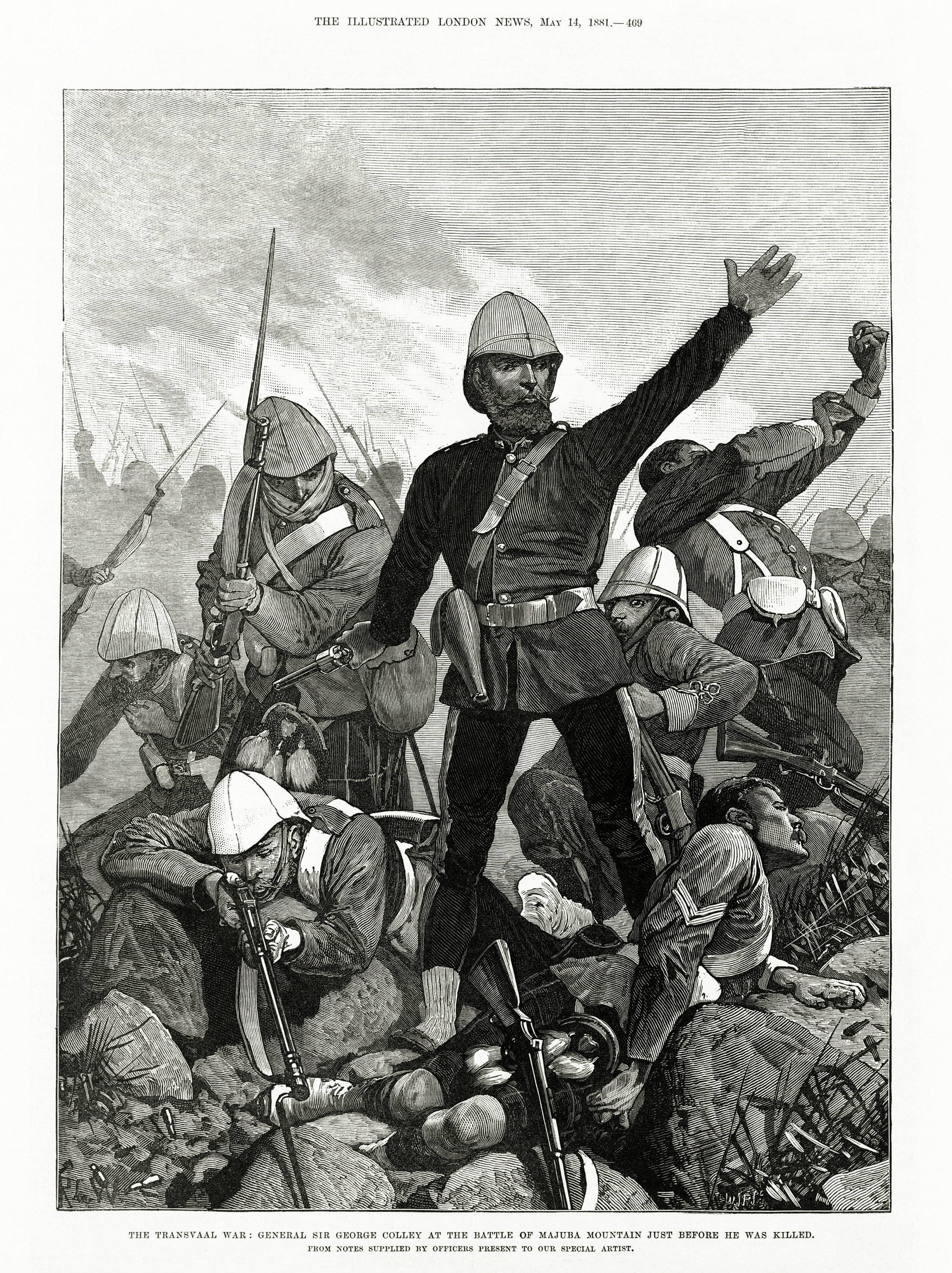
Il generale George Colley durante la battaglia di Majuba Hill.

L'Impero britannico, sotto la direzione del nuovo governatore Harry Smith, in un primo momento contrastò l'indipendentismo dei boeri; nel 1843 venne annesso alla colonia del Capo il territorio del Natal, abitato principalmente da zulu, quindi il governatore decise di espandere il dominio britannico anche oltre l'Orange e il Vaal e sconfisse i boeri nella battaglia di Boomplaats. Il governo britannico tuttavia non approvò l'aggressiva politica di Smith; il governatore venne richiamato, le sue conquiste vennero annullate e furono concluse nel 1852 e 1854 le convenzioni del Sand River e di Bloemfontein che riconobbero l'indipendenza delle due repubbliche boere: la Repubblica del Transvaal e lo Stato Libero dell'Orange.
Nei decenni successivi la colonia britannica del Capo conobbe una forte espansione favorita dalla scoperta nel 1870 a Kimberley, ai confini con lo Stato Libero d'Orange, del più grande giacimento di diamanti del mondo; furono sviluppate le ferrovie e le attività economiche, aumentò l'emigrazione bianca dalla Gran Bretagna, la colonia ottenne nel 1872 l'autonomia di governo alla pari del dominion del Canada, del Newfoundland, della Nuova Zelanda e delle cinque colonie australiane. Dal 1877 il governatore Henry Bartle Frere sviluppò quindi, con l'autorizzazione di Londra, un nuovo ambizioso progetto per unire le due repubbliche boere, in quel momento in grave crisi finanziaria, alle due colonie britanniche in una grande confederazione bianca dell'Africa del Sud sotto il controllo dell'Impero. I piani britannici sembrarono favoriti dalla situazione di difficoltà delle repubbliche boere che erano minacciate dall'espansionismo degli zulu di Cetshwayo; i boeri chiesero aiuto alla Gran Bretagna e sembrarono favorevoli alla confederazione bianca; l'esercito britannico entrò nel Transvaal e nel 1879 vinse, dopo alcune sconfitte iniziali, la guerra zulu.
Contrasti politici tra i partiti britannici fecero però fallire i progetti di Bartle Frere; i liberali, capeggiati da William Gladstone, si opposero all'annessione delle repubbliche boere e furono bloccati i programmi di sviluppo economico del Sud Africa; inoltre risorse l'opposizione nazionalistica dei dirigenti boeri che nel 1880, sotto la guida di Paul Kruger, decisero di ribellarsi all'occupazione britannica del territorio e di combattere per l'indipendenza delle repubbliche afrikaner. La prima guerra boera si concluse con la dura sconfitta britannica nella battaglia di Majuba del 27 febbraio 1881 sul confine del Natal; Gladstone, tornato al governo in Gran Bretagna, decise di rinunciare alla rivincita, fece richiamare le forze britanniche di rinforzo inviate in Africa e decise di concedere l'indipendenza alle due repubbliche boere, purché fosse conservato ufficialmente il controllo britannico sulla loro politica estera. Kruger e gli altri capi boeri preferirono accettare questo compromesso proposto da Gladstone che venne sancito con la convenzione di Pretoria del 1881 e confermato, in senso più favorevole ai boeri, con la convenzione di Londra del 1884.

### La spedizione di Jameson
Nel 1886 la scoperta dei giganteschi giacimenti di oro del Witwatersrand nella Repubblica del Transvaal cambiò completamente la situazione economica e politica in Sud Africa. In breve tempo il Transvaal divenne il primo produttore di oro del mondo e la nazione più ricca della regione; soprattutto si verificò il continuo e massiccio afflusso di immigrati principalmente britannici nella repubblica boera. In pochi anni i cosiddetti uitlanders, "stranieri", divennero la maggioranza della popolazione del Transvaal superando numericamente i boeri, assunsero la gestione delle miniere e fondarono la nuova città di Johannesburg, la capitale mondiale dell'oro in continua espansione. I giacimenti consentirono enormi guadagni alle compagnie capitalistiche britanniche che controllavano le miniere; in particolare Alfred Beit e Julius Wernher assunsero un ruolo di predominio economico in collegamento con altre società minerarie, le cosiddette goldbugs, le "cimici dell'oro". In Sud Africa queste società monopolistiche ricevettero potenti appoggi politici dal primo ministro britannico del Capo, lo spregiudicato e ambizioso miliardario dei diamanti Cecil Rhodes.

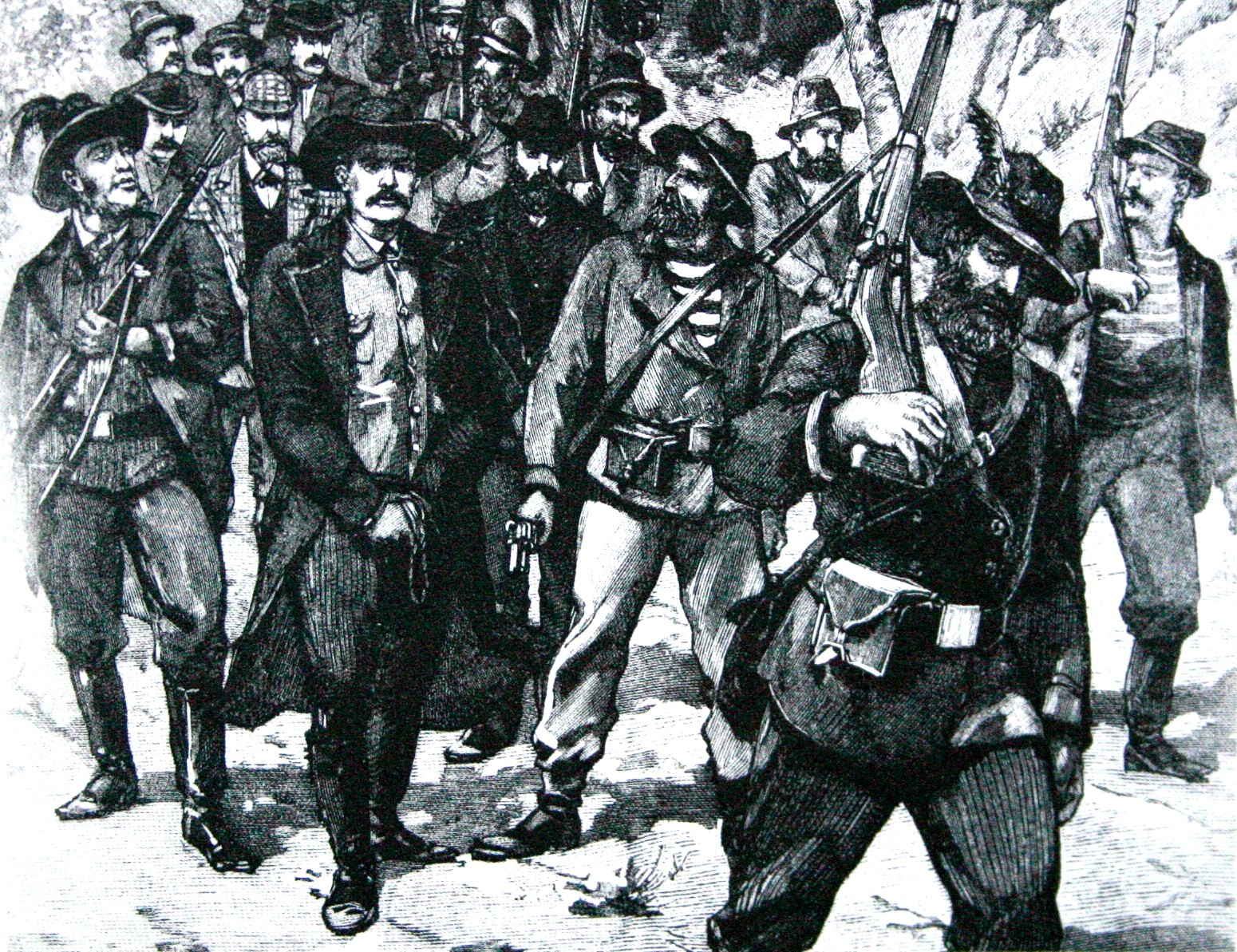
Il Jameson Raid; la cattura da parte dei boeri di Leander Starr Jameson.

Il presidente del Transvaal Paul Kruger considerava con crescente preoccupazione il continuo arrivo degli uitlanders nella repubblica boera; il Transvaal riscuoteva enormi diritti di estrazione dai capitalisti stranieri delle miniere ma l'immigrazione bianca rischiava di minare la coesione nazionale e di togliere il predominio politico boero sulla repubblica. Kruger quindi e i nazionalisti afrikaner si rifiutarono di concedere i pieni diritti politici agli uitlanders che, pur essendo maggioranza nella popolazione bianca, non ottenevano, sulla base di una legge restrittiva sul suffragio promulgata nel 1888, il diritto di voto se non dopo quindici anni di residenza.
Nel 1895 Cecil Rhodes ritenne giunto il momento di organizzare un colpo di forza per scuotere la solidità della Repubblica del Transvaal e favorire una nuova annessione all'impero britannico. Sembra ormai accertato che Rhodes fosse in contatto con i capitalisti del Witwatersand, soprattutto con la Wernher-Beit, e che anche il ministro delle Colonie britannico Joseph Chamberlain fosse al corrente dei suoi piani di azione che egli tacitamente approvò. I piani di Rhodes prevedevano di provocare una sollevazione dei coloni uitlander del cosiddetto "comitato di riforma" appena costituito a Johannesburg, attraverso un'audace incursione di una improvvisata colonna mobile guidata da Leander Starr Jameson e da alcuni ufficiali britannici. La spedizione di Jameson si concluse con un disastro; i presunti cospiratori di Johannesburg non entrarono in azione, gli uitlander non si sollevarono affatto, e la colonna di Jameson venne intercettata dai commando boeri guidati dal generale Piet Cronje, accerchiati e costretti facilmente alla resa a Doornkop vicino a Johannesburg il 2 gennaio 1896. Il fallito raid ebbe importante conseguenze; Kruger venne rieletto presidente del Transvaal e rafforzò il predominio degli afrikaner nazionalisti sugli uitlander; Rhodes fu costretto a dimettersi a causa dello scandalo provocato dai retroscena della vicenda; lo stesso ministro delle Colonie Chamberlain rischiò di essere travolto; il governo britannico dovette temporaneamente seguire una politica di pacificazione. Inoltre la crisi del raid suscitò complicazioni internazionali; il Kaiser Guglielmo II di Germania inviò un telegramma di felicitazioni al presidente Kruger e appoggiò diplomaticamente le repubbliche boere; l'opinione pubblica britannica insorse contro le interferenze tedesche e le relazioni anglo-tedesche peggiorarono.

### Alfred Milner al Capo

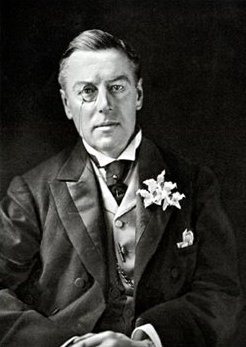
Il ministro delle Colonie Joseph Chamberlain.

Nel 1897 venne inviato al Capo come nuovo alto commissario della colonia l'abile e ambizioso Alfred Milner; egli era un convinto assertore della necessità di sviluppare l'Impero britannico, di favorire la supremazia della razza bianca e di risolvere in modo radicale e definitivo la controversia con le repubbliche boere, riprendendo i programmi di annessione all'interno di un'Africa del Sud imperiale. Nonostante il governo britannico e il ministro Chamberlain sembrassero intenzionati ad evitare nuove complicazioni in Sud Africa e avessero affermato il loro interesse alla pace, Milner al contrario era deciso a svolgere una politica aggressiva per "suscitare una crisi".

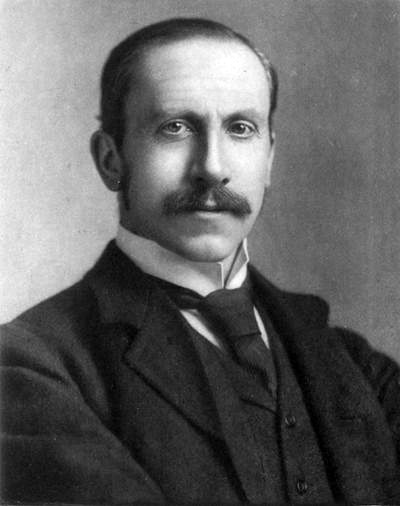
Alfred Milner, alto commissario britannico in Sud Africa.

Milner riteneva che, a differenza delle opinioni dei politici londinesi, il tempo avrebbe favorito il definitivo consolidamento del regime di Kruger; egli quindi intendeva portare avanti rapidamente il suo progetto imperialista ricercando l'accordo con i coloni lealisti del Capo, coordinando la sua azione con il ministero delle Colonie, favorendo, grazie alle sue importanti amicizie nell'establishment britannico, un atteggiamento favorevole alle sue istanze da parte dell'opinione pubblica dei due partiti. Nel novembre 1898 Milner tornò in patria dove illustrò i suoi progetti al ministro Chamberlain; egli affermò che Kruger era "più autocratico che mai", e che era importante ottenere con adeguate pressioni concessioni decisive da parte dei boeri nei riguardi dei diritti degli uitlander. Il ministro Chamberlain consigliò la prudenza e la pazienza, ma Milner era deciso a proseguire "di testa propria" e cercare di mettere in difficoltà Kruger insistendo sulla questione dei diritti civili degli stranieri bianchi del Transvaal.
Dopo il raid di Jameson effettivamente la Repubblica del Transvaal appariva politicamente rafforzata; Kruger assunse sempre più il ruolo di capo nazionale e di protettore spirituale del volk boero, furono consolidati i rapporti con i dirigenti dello Stato Libero d'Orange dove nel 1896 venne eletto presidente l'intransigente Martinus Steyn che favorì un processo di avvicinamento tra le due repubbliche. Nel 1897 fu conclusa una regolare alleanza militare. Inoltre la struttura amministrativa del Transvaal iniziò ad essere modernizzata grazie all'azione di un afrikaner del Capo, Jan Smuts, il giovane consigliere giuridico del governo.
Mentre Milner si trovava ancora a Londra per consultazioni con il ministro Chamberlain, l'episodio dell'uccisione il 23 dicembre 1898 in circostanze non chiare dell'uitlander Tom Edgar, operaio a Johannesburg, da parte della polizia boera, diede modo ai rappresentanti politici degli "stranieri" di far salire la tensione e di sollevare una forte polemica contro il governo del Transvaal e le sue presunte vessazioni contro gli immigrati bianchi. James Percy FitzPatrick, il principale dirigente degli uitlander, poté quindi organizzare le proteste, in collegamento con i capitalisti delle società minerarie che miravano ad ottenere una riduzione delle tasse di estrazione. Dopo la manifestazione di protesta del 14 gennaio 1899, caratterizzata da disordini con operai boeri, i comitati degli uitlander guidati da FitzPatrick fecero quindi appello all'Impero britannico per ottenere sostegno per le loro rivendicazioni e "protezione" contro i soprusi dei boeri. Kruger e Smuts cercarono di contrastare la crescente protesta degli uitlander orchestrata da FitzPatrick con il sostegno della Wernher-Beit, proponendo il cosiddetto "grande patto", un accordo generale che prevedeva la riduzione delle tasse sulle miniere e l'introduzione di una legge sul suffragio con diritto di voto dopo solo cinque anni di residenza.

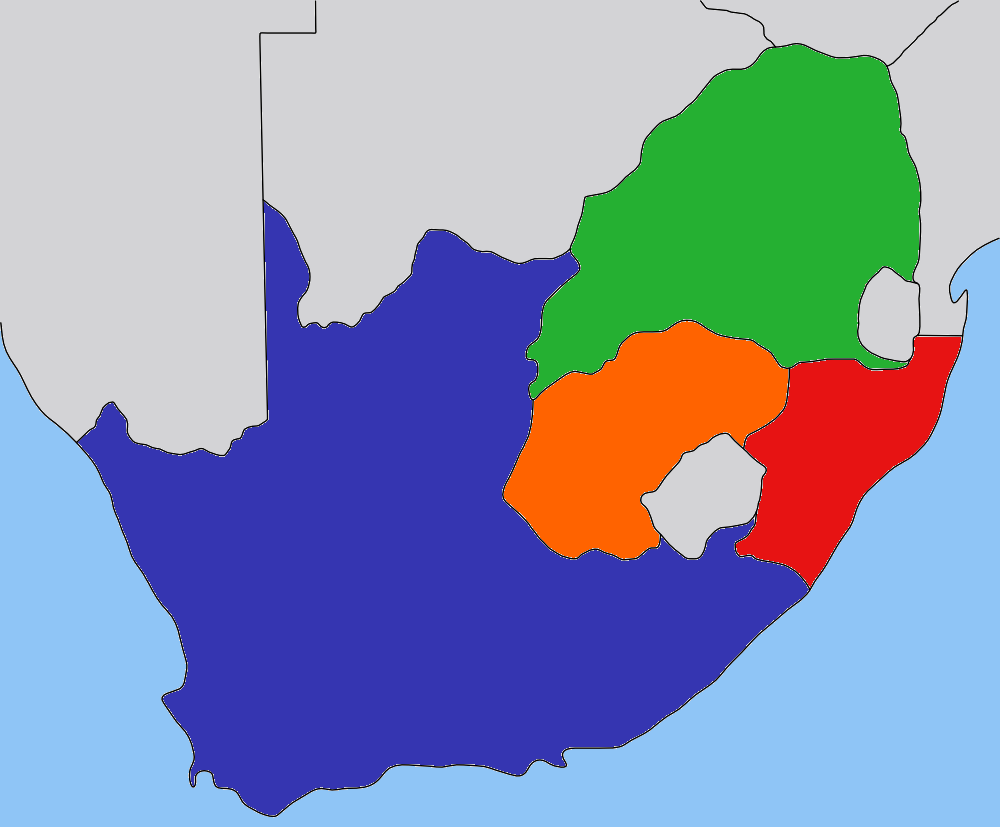
Carta del Sud Africa con le due repubbliche boere in arancio, Stato Libero d'Orange, e verde, Repubblica del Transvaal; il Natal in rosso e la colonia del Capo in blu.

FitzPatrick e i capitalisti delle miniere riuscirono a far fallire questo tentativo di accordo avanzando ulteriori richieste che, rischiando di trasferire in pochi anni il controllo del Transvaal agli uitlander, erano inaccettabili per Kruger. Milner quindi, ritornato al Capo, poté continuare a sviluppare la sua politica aggressiva enfatizzando il problema delle presunte vessazioni boere agli immigrati di origine britannica e sollecitando il governo britannico, soprattutto con il famoso "dispaccio degli iloti" in cui paragonava gli uitlander agli iloti di Sparta, ad intervenire con tutta la sua potenza contro le repubbliche boere.
Il 9 maggio 1899 si riunì a Londra il governo britannico che prese le decisioni definitive; nonostante lo scarso interesse dell'opinione pubblica britannica per i problemi sudafricani, il gabinetto, su pressione del ministro delle Colonie Chamberlain che, sollecitato a sua volta da Milner, proponeva di appoggiare politicamente le rivendicazioni degli uitlander, decise di sostenere la politica aggressiva dell'alto commissario e di "stringere nella morsa" Kruger, per fargli "abbassare la cresta". Chamberlain in realtà non condivideva i propositi annessionistici di Milner e per il momento intendeva solo costringere i boeri ad assegnare il diritto di voto dopo cinque anni di residenza con effetto retroattivo. Mentre saliva la tensione tra le repubbliche boere e la Gran Bretagna, i rappresentanti degli afrikaner del Capo proposero una mediazione e riuscirono ad organizzare un incontro diretto tra Milner e Kruger per cercare un accordo generale. Milner, pur essendo contrario al compromesso, dovette accettare l'incontro dove, disse a Chamberlain, intendeva mostrarsi "studiatamente moderato".
La conferenza di Bloemfontein tra l'alto commissario Milner ed il presidente del Transvaal Kruger ebbe inizio il 31 maggio 1899, e continuò per quattro giorni ma si concluse con un completo fallimento. Milner tenne un comportamento formalmente corretto ma si dimostrò sostanzialmente intransigente; Kruger dopo alcune tattiche dilatorie presentò il terzo giorno una proposta per concedere il diritto di voto agli uitlander dopo sette anni di residenza in cambio di alcune concessioni secondarie. L'alto commissario in realtà non desiderava un accordo e respinse il piano, replicando con la richiesta di una completa autonomia amministrativa del territorio del Witwatersrand. Dopo la risposta esasperata del presidente, Milner interruppe bruscamente la conferenza che si chiuse "senza che ne derivi alcun impegno per le parti".

## I preparativi e l'inizio della guerra

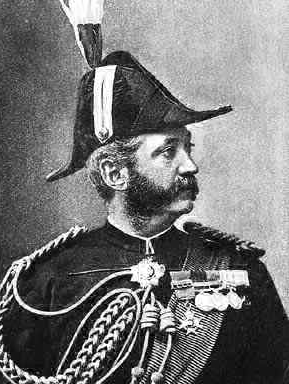
Il generale William Francis Butler, comandante militare britannico in Sud Africa prima della guerra.

Alfred Milner dopo il fallimento delle trattative dirette era deciso a perseguire i suoi progetti imperialistici ed accelerare la crisi; egli riteneva giunto il momento di passare ad una politica minacciosa di pressione militare verso le repubbliche boere. Il comandante militare britannico in Sud Africa, generale William Butler, era invece personalmente favorevole ad un accordo con i boeri e riteneva che i 10000 soldati dell'Impero presenti nella Colonia del Capo e nel Natal fossero sufficienti ad assicurare la difesa in caso di iniziative aggressive delle repubbliche. Al contrario Milner presentò alla fine del mese di maggio 1899 tre richieste principali al governo britannico in totale contrasto con le ottimistiche valutazioni del generale Butler. Milner richiese in primo luogo proprio la sostituzione del generale, ritenuto filo-boero, con un nuovo autorevole comandante generale; inoltre consigliò l'invio immediato di ufficiali esperti per organizzare la difesa delle città di confine della colonia, e soprattutto la costituzione, con l'afflusso di rinforzi dalla metropoli di "una forza preponderante" di almeno 10000 uomini in Natal a scopo intimidatorio e precauzionale. L'8 giugno 1899 il comandante in capo del British Army, feldmaresciallo Garnet Wolseley, richiese addirittura la mobilitazione in patria per impressionare i boeri dell'intero I corpo d'armata del generale Redvers Buller costituito da tre divisioni di fanteria e una di cavalleria con 35000 soldati in totale.
Il ministro della Guerra Lord Lansdowne respinse subito questi piani bellicosi e il 21 giugno 1899 comunicò che per il momento era sufficiente allertare il generale Butler affinché vigilasse sull'attività dei boeri, fornire equipaggiamenti alle truppe già sul posto e inviare una decina di esperti ufficiali nelle colonie. Il feldmaresciallo Wolseley, fortemente critico verso il ministro che considerava un suo avversario e un fautore della fazione dell'esercito legata al suo rivale, feldmaresciallo Frederick Roberts, protestò e in luglio presentò alcuni studi dettagliati in cui proponeva di nuovo la mobilitazione del I corpo d'armata, lo stanziamento dei fondi necessari in caso di guerra e infine l'invio immediato in Sud Africa di almeno 10000 soldati di rinforzo. Lansdowne tuttavia per il momento evitò di prendere decisioni radicali e si limitò a nominare al comando delle forze britanniche in Natal il generale William Penn Symons.
Dopo il fallimento della conferenza di Bloemfontein intanto erano continuate le trattative politiche tra l'Impero britannico e le repubbliche boere. Dopo un discorso minaccioso del ministro Chamberlain il 26 giugno in cui l'uomo politico affermava che "abbiamo messo mano all'aratro" per risolvere la questione boera, il 18 luglio Kruger fece nuove concessioni alle quali il governo britannico replicò richiedendo una commissione d'inchiesta per verificare nel dettaglio la corrispondenza di queste proposte alle esigenze degli uitlander. Il 28 luglio il parlamento britannico approvò a grande maggioranza l'operato del governo e il contegno fermo del ministro Chamberlain. Il 19 agosto Kruger presentò ulteriori concessioni, ma ormai Chamberlain aveva deciso di seguire la politica oltranzista di Milner e dei capitalisti britannici delle miniere d'oro; in un discorso del 26 agosto definì Kruger una "spugna strizzata" che cercava di temporeggiare con sempre nuove e ambigue riforme e il presidente del Transvaal ritirò le sue ultime offerte sui diritti degli uitlander ritornando su posizioni meno accomodanti.
Nel mese di agosto, mentre la crisi diplomatica si aggravava, continuò il forte contrasto tra il ministro della Guerra e il feldmaresciallo Wolseley; solo nella riunione dell'8 settembre 1899 il governo britannico, su pressione di Chamberlain e nonostante i dubbi di Lansdowne e del cancelliere dello Scacchiere Michael Hicks Beach, decise le prime misure militari concrete. Il feldmaresciallo Wolseley ricevette quindi l'ordine di trasferire in Sud Africa, 10000 soldati di rinforzo con contingenti provenienti principalmente dall'India e reggimenti stanziati ad Alessandria, Cipro e Creta. Il generale Butler venne richiamato in patria e il generale George Stuart White, un seguace del feldmaresciallo Roberts, venne nominato responsabile delle forze campali in Natal. Vennero inoltre pianificate le prime misure organizzative per la mobilitazione e il trasferimento del I corpo d'armata che, al comando del generale Redvers Buller, principale luogotenente del feldmaresciallo Wolseley, avrebbe dovuto sferrare una grande offensiva decisiva invadendo le repubbliche boere.
Mentre il feldmaresciallo Wolseley e la maggior parte dei militari britannici si mostravano ottimisti e svalutavano l'efficienza militare boera, il generale Buller, durante un infelice incontro preparatorio con il ministro Lansdowne, criticò i piani e la mancanza di coordinamento; egli affermò che era necessario inviare subito altre truppe per evitare di essere colti si sorpresa da un attacco boero e consigliò che il generale White assumesse uno schieramento difensivo in Natal dietro il fiume Tugela senza esporre le sue truppe. Il ministro non sembrò allarmato dalle previsioni del generale Buller; il comandante designato, seguace della "fazione africana" del feldmaresciallo Wolseley, non era molto stimato da Lansdowne; quest'ultimo ritenne necessario aspettare le mosse boere prima di potenziare ulteriormente le forze e diede fiducia alle assicurazioni di Wolseley che aveva affermato che con le truppe già previste si sarebbe potuto difendere il Natal senza difficoltà.

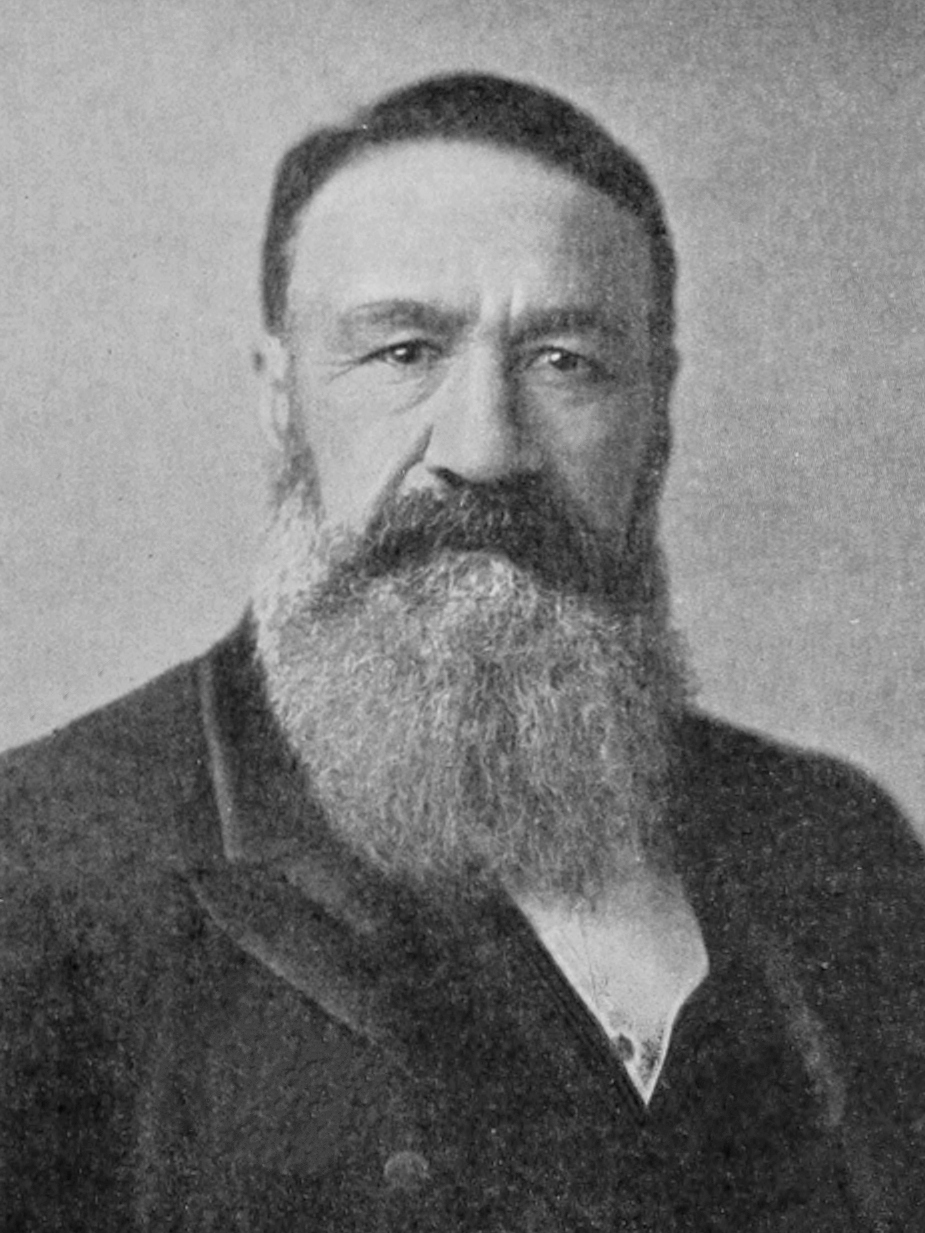
Il generale Piet Joubert, comandante in capo delle milizie della Repubblica del Transvaal.

Il 16 settembre il generale White si imbarcò con i suoi ufficiali per il Sud Africa; il 3 ottobre giunse a Città del Capo dove incontrò l'alto commissario Milner che sembrò particolarmente nervoso e preoccupato, quindi si diresse via mare a Durban dove sbarcò il 7 ottobre e dove apprese che fin dal 25 settembre il generale Penn Symons, contrariamente agli avvertimenti ricevuti, aveva trasferito nel Natal settentrionale a Dundee, a nord del Tugela, una parte delle sue forze. Il generale White preferì, soprattutto per ragioni di opportunità politica e per i timori di una rivolta degli indigeni in caso di ritirata, di mantenere lo schieramento avanzato del generale Penn Symons. Nel frattempo il governo britannico, dopo le notizie della rottura delle trattative con le repubbliche boere, aveva finalmente attivato i successivi preparativi militari e il 22 settembre 1899 era stato deciso l'invio in Sud Africa del I corpo d'armata del generale Buller.
Dal 2 settembre Paul Kruger aveva compreso che, nonostante le sue ripetute concessioni, la guerra con l'Impero britannico era ormai inevitabile e imminente; in quel momento le forze imperiali presenti sui confine erano particolarmente deboli: c'erano 500 soldati irregolari a Mafeking, altri 500 a Kimberley e 2000 soldati al comando del generale Penn Symons nel Natal settentrionale. Il giovane e abile Jan Smuts, cosciente dell'inevitabilità della guerra, aveva quindi proposto un'audace offensiva sfruttando la temporanea debolezza dell'avversario; disponendo in totale di circa 40000 combattenti, le repubbliche boere avrebbero potuto raggiungere Durban prima dell'arrivo dei rinforzi britannici che erano già in viaggio. Queste proposte vennero però osteggiate dal prudente comandante in capo dell'esercito del Transvaal, Piet Joubert, e soprattutto dal presidente della repubblica d'Orange, Martinus Steyn. Solo dopo le notizie giunte alla fine di settembre dell'arrivo di 8000 soldati britannici in Natal e della decisione del governo londinese di inviare un intero corpo d'armata, le repubbliche boere decisero di prendere l'iniziativa.
Il 28 settembre la Repubblica del Transvaal mobilitò le sue milizie, seguita il 2 ottobre 1899 dallo Stato d'Orange; il 9 ottobre venne presentato all'agente britannico Greene dal segretario di Stato Francis William Reitz un ultimatum in cui veniva proposto un "arbitrato" e in cui veniva richiesto alla Gran Bretagna di ritirare "all'istante" le sue truppe giunte in Sud Africa dopo il 1º giugno 1899 e di non sbarcare i contingenti in viaggio. Il giorno seguente venne organizzata una grande parata militare delle truppe montate boere alla presenza di Joubert. Infine il 12 ottobre i commando boeri entrarono in azione penetrando in Natal e dando inizio alla guerra. L'ultimatum boero del 9 ottobre giunse a Londra proprio mentre il ministro Chamberlain era in procinto di inviare a sua volta, dopo aver ottenuto l'approvazione del governo, un proprio documento in cui si richiedeva bruscamente al Transvaal di concedere il diritto di voto agli uitlander dopo un solo anno di residenza e si concedevano 24 ore per dare una risposta definitiva. Chamberlain, appreso del sorprendente e inatteso ultimatum boero, poté evitare di rendere noto il suo documento e in questo modo riversare la responsabilità della rottura sulle autorità delle repubbliche.
Nel frattempo il 9 ottobre erano arrivati a Durban la maggior parte dei convogli con i rinforzi britannici, guidati dal generale White e dai suoi ufficiali; dopo aver appreso dell'ultimatum il feldmaresciallo Wolseley apparve pienamente fiducioso, la mobilitazione dei riservisti assegnati al I corpo d'armata si stava effettuando con ordine e precisione e il 14 ottobre si imbarcarono le avanguardie dei 47000 soldati assegnati al generale Buller; quest'ultimo tuttavia manteneva le sue preoccupazioni sull'evoluzione della situazione strategica in Sud Africa fino all'arrivo delle sue truppe.

## Cronologia del conflitto

### L'offensiva boera

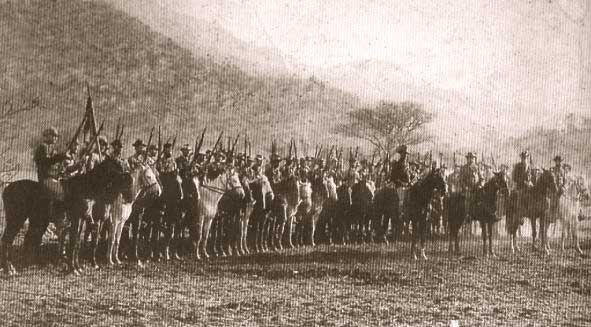
Un commando boero.

Nonostante l'ottimismo diffuso tra i dirigenti politico-militari britannici, l'alto commissario Alfred Milner non mancava di preoccupazioni riguardo alla sicurezza immediata del Natal e delle posizioni di frontiera della colonia del Capo. Nella prima settimana di ottobre la città di Mafeking era difesa solo da seicento soldati rodhesiani al comando del colonnello Robert Baden-Powell, mentre a Kimberley si trovavano, al comando del tenente colonnello Robert Kekewith, parte di un battaglione britannico e alcune migliaia di volontari locali. La colonia dopo l'arrivo dei rinforzi aveva a disposizione cinque battaglioni di fanteria che avevano occupato il ponte ferroviario sul fiume Orange e i centri di comunicazione di Stormberg, De Aar e Naauwpoort. In Natal invece il generale George White aveva ora a disposizione una forza campale di 13000 soldati di cui 4000 uomini, al comando del generale Penn Symons, erano schierati in posizione pericolosamente avanzata a Dundee.

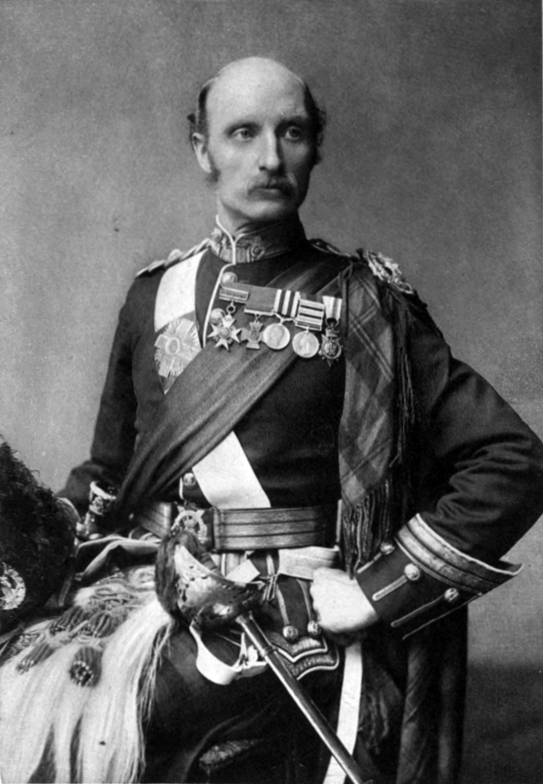
Il generale George Stuart White, comandante della forza campale del Natal all'inizio della guerra.

Le repubbliche boere avevano concentrato la maggior parte delle loro forze in Natal; 15000 miliziani del Transvaal e 6000 dello stato d'Orange iniziarono il 12 ottobre l'invasione divisi in quattro raggruppamenti al comando del generale Joubert e del generale Martinus Prinsloo; i boeri, estremamente mobili grazie ai loro cavalli, poterono sorprendere rapidamente le posizioni britanniche e minacciare inizialmente le comunicazioni della guarnigione di Dundee. Il generale Symons cercò di contrattaccare e ottenne un successo tattico locale conquistando il colle Talana il 20 ottobre ma rimase ucciso durante la battaglia e il suo successore, generale James Yules, temendo di essere accerchiato a Dundee dalle colonne convergenti boere, iniziò il 22 ottobre una disastrosa ritirata verso Ladysmith dove si trovavano le forze principali del generale White. Quest'ultimo il 21 ottobre aveva inviato una parte delle sue forze verso nord-est per appoggiare il generale Yule e per riconoscere le posizioni raggiunte dai boeri. Le truppe britanniche del generale Ian Hamilton e del generale John French ottennero un brillante successo nella battaglia di Elandslaagte ma dal punto di vista strategico la vittoria non cambiò la situazione ed i commando boeri continuarono ad avanzare a semicerchio da ovest, da nord e dal nord-est verso Ladysmith dove il 26 ottobre arrivarono gli esausti soldati del generale Yule in ritirata da Dundee.
Il generale White aveva concentrato le sue forze a Ladysmith ma mancava di informazioni precise sulla posizione delle colonne boere; infine il 30 ottobre decise di sferrare un attacco per bloccare l'avanzata nemica. La battaglia di Ladysmith terminò con un disastro per i britannici; nel cosiddetto "lunedì funesto" (Mournful Monday) le brigate del generale White furono sorprese e respinte dentro la città mentre la colonna secondaria del tenente colonnello Carleton fu costretta alla resa a Nicholson's Nek. Il comandante delle forze del Natal, molto demoralizzato, ripiegò con tutte le sue truppe a Ladysmith dove i britannici, nove battaglioni, quattro reggimenti di cavalleria e sei batterie di cannoni, furono assediati dai boeri del generale Joubert a partire dal 2 novembre 1899.
Nel frattempo i boeri avevano invaso anche la colonia del Capo; entro il 14 ottobre Mafeking venne assediata da oltre 6000 miliziani dello stato d'Orange al comando del generale Piet Cronje, mentre lo stesso giorno anche Kimberley venne tagliata fuori e accerchiata da altri commando boeri del generale Ferreira. Il 4 novembre giunse notizia a Città del Capo che i boeri avevano anche attraversato il fiume Orange e sembravano intenzionati a spingersi in profondità nella colonia, che all'inizio della guerra era difesa da soli 7000 soldati britannici oltre a milizie volontarie reclutate tra i coloni. In realtà le due città di confine si difesero valorosamente; a Kimberley il tenente colonnello Kekewich a cui si era unito Cecil Rhodes in persona giuntò sul posto in qualità di direttore amministrativo della De Beers che controllava le miniere di diamanti, rafforzò la sua piccola guarnigione con poliziotti del Capo e alcune migliaia di volontari locali. A Mafeking il colonnello Baden-Powell contrastò con successo le forze del generale Cronje e, dopo la partenza di quest'ultimo per Kimberley, resistette anche all'assedio dei boeri rimasti al comando del generale Jacobus Snyman.

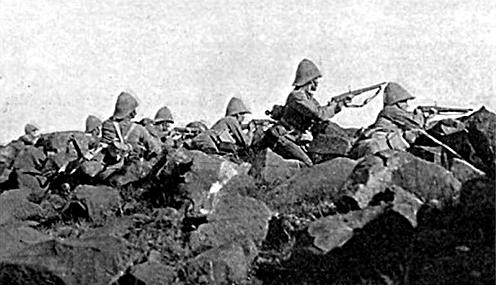
Truppe britanniche durante la battaglia di Ladysmith.

Nonostante la coraggiosa difesa delle due cittadine di confine, a Città del Capo Alfred Milner era sempre più preoccupato. Il generale Redvers Buller arrivò finalmente al Capo il 1º novembre 1899, precedendo i primi convogli delle truppe del I corpo d'armata che giunsero l'8 novembre; il comandante supremo britannico trovò una situazione di notevole confusione e grande depressione; Milner sembrava temere soprattutto un'invasione boera della colonia del Capo che, a suo parere, avrebbe potuto innescare una rivolta generale dei coloni di origine olandese. L'alto commissario inoltre riteneva prioritario sbloccare Kimberley dove si trovava Cecil Rhodes. Milner quindi propose al generale Buller di mantenere concentrato nella colonia del Capo l'intero I corpo d'armata e di marciare subito su Kimberley, trascurando per il momento la liberazione di Ladysmith e la difesa del Natal.
Il generale Buller ritenne impossibile abbandonare i 12000 soldati britannici assediati a Ladysmith; da notizie giunte dal Natal, egli apprese che la situazione della guarnigione era critica, che i boeri sembravano liberi di raggiungere Durban e che il generale White aveva mostrato gravi carenze di comando. Il comandante in capo britannico quindi prese la decisione il 4 novembre di dividere il suo corpo d'armata e di distribuire le varie divisioni nei settori più minacciati per fermare un'eventuale invasione boera e quindi liberare le forze britanniche assediate a Ladysmith e Kimberley. Il generale Buller svolse con successo un importante lavoro organizzativo al Capo ed entro la terza settimana di novembre la maggior parte delle truppe del I corpo d'armata erano arrivate ed erano in movimento per rafforzare lo schieramento britannico sia nella colonia del Capo che nel Natal. Due brigate della divisione del generale Francis Clery erano in posizione a Estcourt per proteggere Pietermaritzburg e Durban, mentre la divisione del generale Paul Methuen era pronta a De Aar per marciare su Kimberley; la divisione del generale William Gatacre e i reparti di cavalleria del generale French controllavano Queenstown e Colesberg. Il generale Buller partì il 22 novembre per Durban dove intendeva assumere personalmente il comando del settore del Natal e dirigere l'avanzata verso Ladysmith.
Nel frattempo durante il consiglio di guerra del 9 novembre i capi boeri avevano deciso di rinunciare ad attaccare subito Ladysmith e di attestarsi su posizioni difensive lungo le rive del fiume Tugela; il 13 novembre venne anche iniziata un'incursione con circa 2000 combattenti che, guidati dal generale Joubert e dal suo vice, il generale Louis Botha, avanzarono a sud e il 15 novembre sorpresero un treno blindato nemico e catturarono numerosi prigionieri, tra cui il giovane Winston Churchill. Gli attaccanti del generale Botha proseguirono verso sud, aggirarono Estcourt ed entrarono in contatto con i rinforzi britannici. Il generale Joubert, molto timoroso, preferì ordinare la ritirata a nord del Tugela, dove i boeri si schierarono in attesa della prevista controffensiva britannica.

### Il fallimento della prima controffensiva britannica
La controffensiva britannica iniziò nella terza settimana di novembre sul fronte occidentale dove la divisione rinforzata del generale Methuen iniziò l'avanzata lungo la ferrovia occidentale per cercare di raggiungere e liberare la guarnigione di Kimberley; in questo settore del fronte le difese boere erano inizialmente deboli e i commando dello Stato Libero d'Orange al comando del generale Prinsloo furono sconfitti nelle battaglie di Belmont, il 23 novembre, e di Graspan il 25 novembre. Il generale Methuen quindi continuò l'avanzata e raggiunse il fiume Modder dove si trovò di fronte il nemico che era stato rafforzato dall'arrivo dei commando del generale Piet Cronje e Koos de la Rey; nella battaglia del Modder del 28 novembre 1899 i britannici, attaccando allo scoperto le trincee boere, subirono forti perdite ma alla fine costrinsero alla ritirata il nemico.

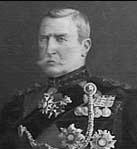
Il generale Redvers Buller, comandante della forza campale del Natal.

I boeri, nonostante gli insuccessi, ripiegarono con ordine su una forte posizione difensiva stabilita su una linea di colli; su indicazione del generale de la Rey, vennero scavate trincee per i fucilieri ai piedi delle creste da dove i boeri poterono aprire il fuoco di sorpresa struttando vasti campi di tiro. Il generale Metheun aveva deciso di sferrare un difficile attacco notturno l'11 dicembre 1899 ma la manovra britannica si concluse con una sanguinosa sconfitta nella battaglia di Magersfontein; i soldati britannici subirono forti perdite e furono bloccati allo scoperto; al mattino successivo ripiegarono in rotta abbandonando le posizioni raggiunte. La pesante sconfitta segnò la fine del tentativo del generale Metheun di raggiungere Kimberley; le forze britanniche sospesero ulteriori attacchi e rimasero ferme sulle rive del Modder. Il giorno precedente, 10 dicembre 1899, anche il generale Gatacre aveva subito una disfatta nel settore centrale del fronte occidentale nel tentativo di attaccare un nodo ferroviario lungo la linea per Port Elizabeth. La battaglia di Stormberg si concluse con una nuova ritirata dei britannici che erano stati sorpresi allo scoperto dai commando boeri.

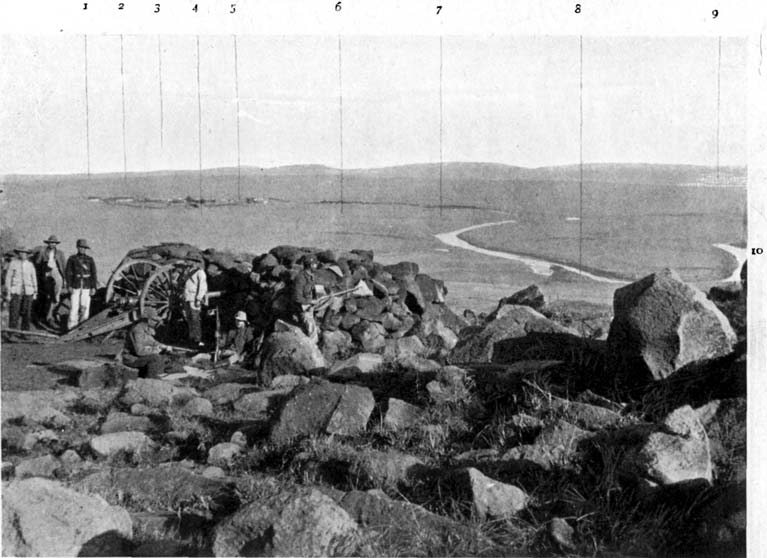
Artiglieri boeri con un cannone da 75 mm francese, in posizione sulle alture del Tugela durante la battaglia di Colenso.

La seconda settimana di dicembre 1899, la "Settimana nera", si concluse con una terza sconfitta britannica sul fronte del Natal. Il generale Buller era giunto a Estcourt ed aveva assunto il comando in Natal il 6 dicembre 1899; il generale si era prodigato per rafforzare il morale delle sue truppe e organizzare le forze prima di passare all'offensiva per sbloccare la guarnigione di Ladysmith. La missione si presentava difficile; i boeri, guidati dall'abile generale Louis Botha, erano schierati su posizioni trincerate al riparo del fiume Tugela e sfruttavano una serie ininterrotta di rilevi collinosi che dominavano il corso del fiume dalla riva settentrionale e si estendevano per molti chilometri. Il generale Buller era al corrente delle sconfitte subite dai suoi subordinati sul fronte occidentale; egli ritenne che, a causa della situazione generale e delle difficoltà tattiche, fosse rischioso tentare di superare le difese boere sul Tugela con una vasta e complicata manovra aggirante e quindi decise di organizzare un attacco in forze al centro delle linee, a Colenso, per cercare di avanzare lungo la strada diretta per Ladysmith. Il 15 dicembre 1899 le quattro brigate della divisione del generale Clery attaccarono le posizioni boere del generale Botha ma la battaglia di Colenso terminò con una grave sconfitta britannica; sotto il fuoco dei milziani boeri le truppe britanniche non riuscirono ad attraversare il fiume e furono respinte con serie perdite; il generale Buller dovette sospendere le operazioni e ritornare a Estcourt.
In tutto questo periodo, la lunga difesa di Mafeking da parte di Baden-Powell contro forze molto superiori fu per molto tempo l'unica buona notizia sulla guerra che la stampa britannica poté dare.
Le disastrose notizie delle ripetute sconfitte della cosiddetta "Settimana nera" e soprattutto della grave disfatta del generale Buller a Colenso suscitarono grande emozione nell'opinione pubblica britannica e provocarono conseguenze decisive a livello politico-militare in Gran Bretagna. Il 16 dicembre 1899, dopo aver appreso della sconfitta del generale Buller, il feldmaresciallo Frederick Roberts, comandante in capo di Irlanda, inviò una missiva riservata al ministro della Guerra Lansdowne in cui affermava che era necessario un cambiamento radicale della strategia e avanzava la propria candidatura a nuovo comandante supremo in Sud Africa. Il ministro della Guerra e il vice primo ministro Arthur Balfour avevano già deciso di rimuovere il generale Buller che, dal tenore dei suoi messaggi appariva scosso moralmente e poco risoluto, e di nominare, nonostante l'opposizione del feldmaresciallo Wolseley, il feldmaresciallo Roberts nuovo comandante in capo. Il primo ministro Lord Salisbury decise inoltre di affiancare al feldmaresciallo Roberts, il generale Horatio Kitchener, recente vincitore della battaglia di Omdurman, come capo di stato maggiore del corpo di spedizione.

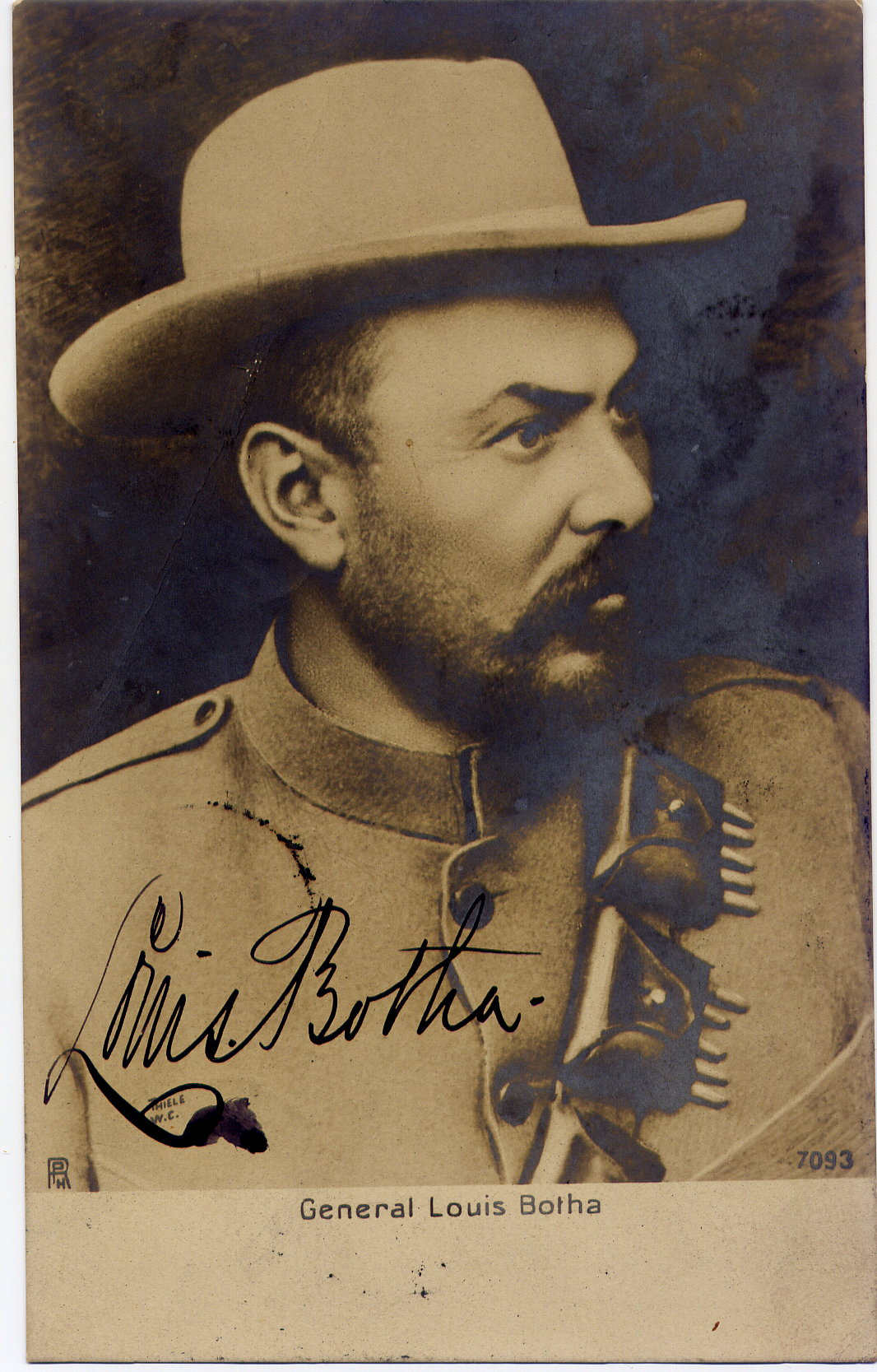
Il generale Louis Botha, comandante delle forze boere schierate sulla linea del fiume Tugela.

Nell'atmosfera di eccitazione e preoccupazione seguita alle sconfitte della "Settimana nera", si procedette, oltre a rivoluzionare le strutture di comando, a mobilitare, organizzare e trasferire in Sud Africa grandi quantità di soldati e armamenti di rinforzo. In un'atmosfera di coesione nazionale e imperiale, la Regina Vittoria mostrò fiducia e ottimismo e i capi del partito liberale sostennero il governo conservatore. Il ministero della Guerra e il feldmaresciallo Wolseley cercarono di rimediare alle gravi carenze di materiali e di adeguare le strutture logistiche alle necessità di una grande guerra in Africa. Furono reclutati, con decisione del governo del 20 dicembre 1899, notevoli contingenti di volontari da impiegare come truppe mobili a cavallo, la cosiddetta Imperial Yeomanry, e i dominions bianchi appoggiarono l'Impero e inviarono reparti in Sud Africa. Venne soprattutto mobilitato il 18 dicembre 1899 un secondo corpo d'armata regolare e tre nuove divisioni di fanteria, con altri 45000 soldati, partirono subito per il teatro di guerra, arrivando entro il mese di gennaio 1900.

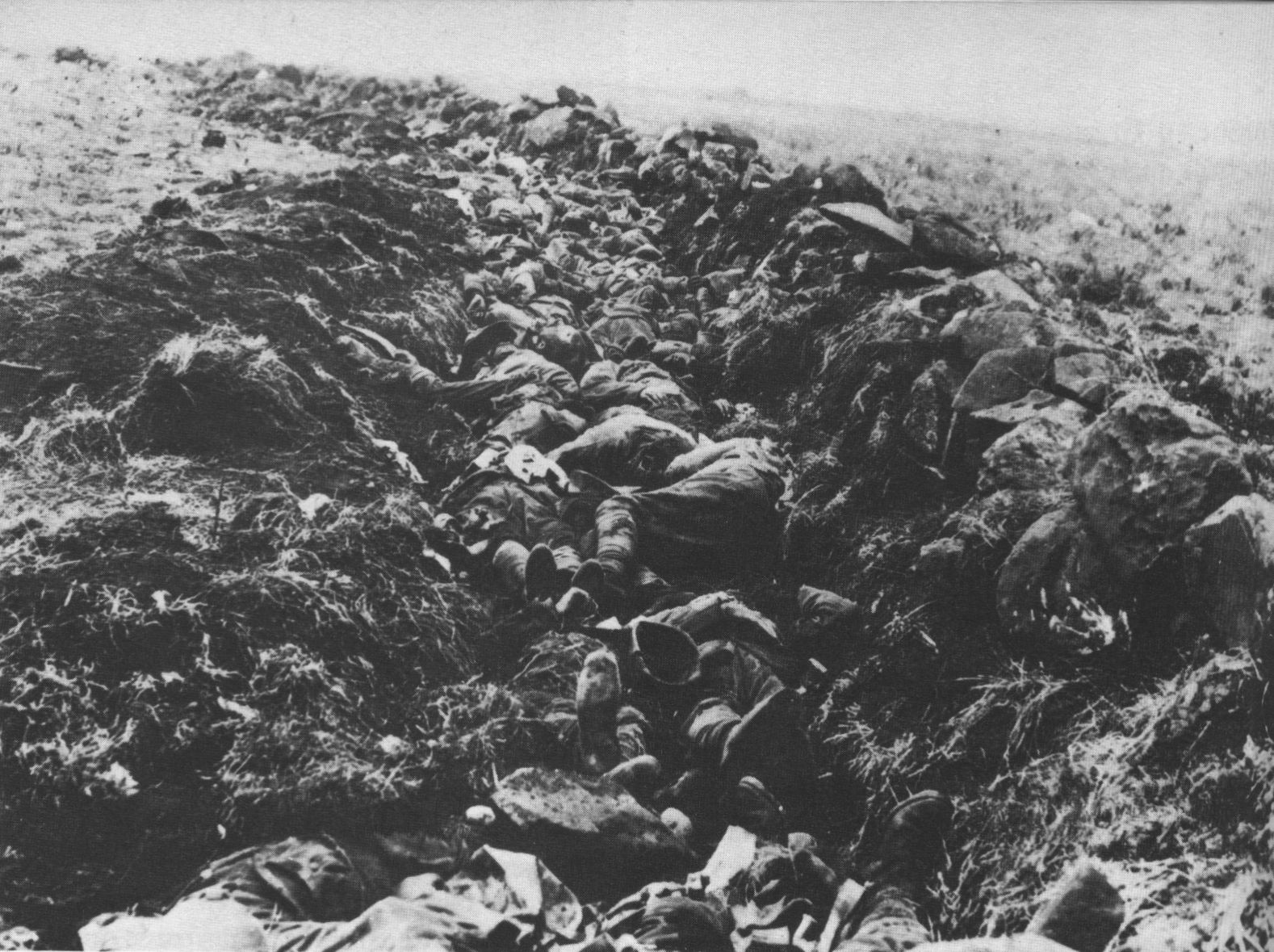
Caduti britannici nella battaglia di Spion Kop.

Il feldmaresciallo Roberts si imbarcò per il Sud Africa il 23 dicembre 1899; giunse a Città del Capo, insieme al generale Kitchener, il 10 gennaio 1900 e assunse subito il comando supremo del corpo di spedizione britannico che si stava rafforzardo e riorganizzando dopo le sconfitte. Nel frattempo i boeri non erano stati in grado di sfruttare le loro brillanti e inattese vittorie; sul fronte occidentale i generali Cronje e de la Rey erano rimasti fermi sulla linea del Modder, mentre un violento attacco sferrato il 6 gennaio 1900 dalle forze boere del Natal del generale Joubert contro la guarnigione assediata di Ladysmith era stato respinto dai britannici dopo una serie di drammatici combattimenti notturni.
Terminò invece con una nuova pesante sconfitta il secondo tentativo del generale Buller di superare le difese boere guidate dal generale Botha sul fiume Tugela e sbloccare la guarnigione britannica di Ladysmith comandata dal generale White, che si trovava in situazione precaria. Nonostante gli inviti alla prudenza del feldmaresciallo Roberts, il generale Buller, dopo l'arrivo in rinforzo al suo contingente campale della divisione appena sbarcata del generale Charles Warren, riprese l'iniziativa ed effettuò il 10 gennaio 1900 un'ampia manovra aggirante per superare il fiume Tugela a ovest di Colenso. Dopo un successo iniziale, i britannici furono di nuovo sconfitti il 23 e 24 gennaio 1900 nella battaglia di Spion Kop e, a causa di errori tattici e dei contrattacchi boeri, cedettero le posizioni conquistate; il generale Buller preferì ripiegare e tornare con il suo esercito sulle posizioni di partenza.
Dopo la grave sconfitta, da Londra il feldmaresciallo Wolseley e il ministero della Guerra ipotizzarono in un primo momento anche la possibilità di rinunciare a sbloccare Ladysmith ed autorizzare la resa della guarnigione; il feldmaresciallo Roberts invece ordinò al generale Buller di "mantenersi strettamente sulla difensiva" in attesa dell'inizio della grande offensiva in preparazione sul fronte occidentale.

### Offensiva del feldmaresciallo Roberts

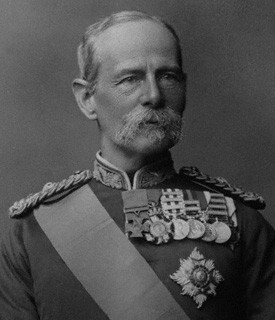
Il feldmaresciallo Frederick Roberts, nuovo comandante in capo britannico.

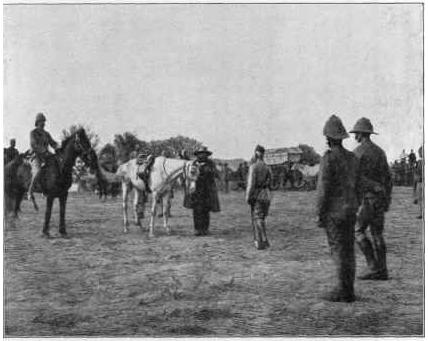
Resa del comandante boero Piet Cronje al feldmaresciallo Frederick Roberts al termine della battaglia di Paardeberg.

La grande offensiva del feldmaresciallo Roberts ebbe inizio l'11 febbraio 1900; il nuovo comandante in capo aveva impiegato quasi un mese per raggruppare una potente massa di manovra con l'aiuto delle nuove truppe in continuo afflusso in Sud Africa e per riorganizzare il sistema logistico e di trasporto dell'esercito britannico allo scopo di migliorarne l'efficienza e la rapidità di movimento. Il generale Kitchener, capo di stato maggiore della forza campale, si era occupato di ristrutturare il sistema dei convogli centralizzando la distribuzione dei rifornimenti alle truppe e ammassando grandi quantità di bestiame da macello e da trasporto. Il feldmaresciallo Roberts aveva inoltre costituito un'efficiente struttura di comando con l'apporto di giovani ufficiali e aveva inizialmente pianificato un'audace manovra offensiva che, trascurando momentaneamente le città assediate dai boeri, avrebbe dovuto portare l'armata dal ponte ferroviario sul fiume Orange direttamente a sud di Bloemfontein, capitale dello Stato libero.
Il feldmaresciallo Roberts aveva concentrato lungo la ferrovia occidentale oltre 40000 soldati con cento cannoni; il comandante in capo aveva inoltre cercato di migliorare la mobilità delle sue truppe costituendo nuovi reparti di fanteria montata e di cavalleria irregolare da impiegare in esplorazioni e ricognizioni davanti alla massa delle forze di fanteria. Furono le cosiddette "Tigri di Rimington", un reparto di guide coloniali bianche reclutate sul posto, che entrarono per prime a Ramdam, il primo abitato boero oltre il confine, aprendo la strada all'armata. Le forze britanniche principali erano costituite dalla divisione di cavalleria del generale John French, dalle divisioni di fanteria appena giunte dalla Gran Bretagna del generale Thomas Kelly-Kenny e del generale Charles Tucker e dalla divisione di nuova formazione del generale Henry Colvile. Il feldmaresciallo Roberts inoltre aveva lasciato indietro sulla linea del fiume Modder alcune brigate al comando del generale Methuen; il nuovo comandante in capo aveva riorganizzato le strutture di comando destituendo o relegando in ruoli secondari una serie di ufficiali ritenuti incapaci.

Il 27 gennaio 1900 il feldmaresciallo Roberts decise di cambiare il suo piano di operazioni e di rinunciare, a causa delle attese difficoltà logistiche di un'avanzata attraverso il veld, delle cattive notizie provenienti dal Natal dove il generale Buller aveva subito nuove sconfitte e delle pressanti richieste di aiuto provenienti da Kimberley, all'audace marcia su Bloemfontein. Il nuovo piano del feldmaresciallo prevedeva invece che l'armata marciasse lungo la ferrovia attraversando i fiumi Riet e Modder, mentre la divisione di cavalleria del generale French avrebbe preceduto la fanteria e si sarebbe diretta subito verso Kimberley. Mentre le divisioni dei generali Tucker e Kelly-Kenny arrivavano a Ramdam, i cavalieri del generale French diedero quindi inizio nella notte del 12 febbraio all'avanzata verso nord; la divisione di cavalleria, costituita da circa 5000 soldati, superò facilmente il Riet e, nonostante carenze di rifornimento a causa della disorganizzazione dei convogli, il 15 febbraio attraversarono anche il Modder, sbaragliarono rapidamente alcuni deboli reparti boeri e galopparono su Kimberley. 
Il feldmaresciallo Roberts raggiunse con il suo quartier generale le rive del Riet il 15 febbraio 1900 e controllò l'avanzata delle divisioni di fanteria a nord del fiume; la marcia dell'armata proseguì con una certa difficoltà soprattutto per le carenze logistiche. I convogli e le mandrie di buoi lasciati indietro ad un guado del fiume furono attaccate di sorpresa dai commando boeri del comandante Christiaan de Wet. Nonostante queste difficoltà, il feldmaresciallo riuscì a risolvere la crisi dei rifornimenti e l'armata continuò l'avanzata verso il Modder, mentre la cavalleria del generale French raggiunse Kimberely fin dalle ore 15.30 del 15 febbraio ed entrò in contatto con la guarnigione del colonnello Kekewich che aveva resistito fermamente al lungo assedio.
Il generale Cronje difendeva la linea del Modder con circa 5000 combattenti boeri; di fronte alla massiccia offensiva britannica, egli decise il 15 febbraio 1900 di abbandonare le sue posizioni e cercare di ripiegare verso est lungo la riva settentrionale del fiume verso Bloemfontein; quindi i boeri iniziarono una difficile manovra di sganciamento, resa particolarmente lenta e pericolosa dalla presenza insieme ai milziani di tutti i carri e il bestiame del laager. I comandanti Ferreira e De Wet preferirono non seguire il grosso del generale Cronje e si sparpagliarono nel veld con i loro piccoli reparti. Inizialmente la ritirata del generale Cronje ebbe successo e i boeri sfuggirono alla fanteria della divisione del generale Kelly-Kenny; la marcia dei boeri tuttavia era rallentata dai carri e il 17 febbraio le truppe del generale Cronje si trovarono la strada sbarrata al guado sul Modder di Paardeberg dalla cavalleria del generale French che da Kimberley si era rapidamente portata a sud per cooperare con l'armata principale.

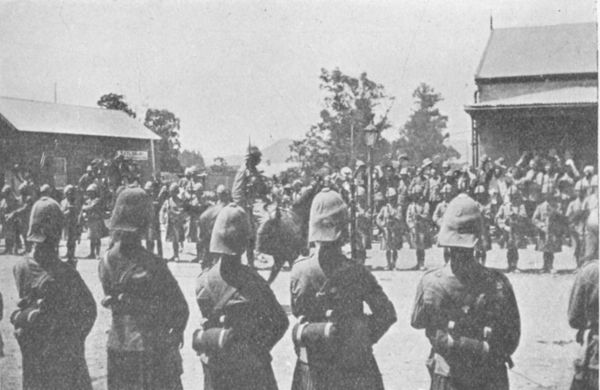
1º marzo 1900: il generale Redvers Buller entra in Ladysmith dopo la fine dell'assedio.

Invece di cercare di sfuggire alla cavalleria britannica e riprendere la ritirata verso est, il generale Cronje decise di fermarsi sulla riva settentrionale del Modder a Paardeberg e organizzare solide posizioni difensive trincerate; il comandante boero quindi diede il tempo alla fanteria britannica di serrare le distanze e di raggiungerlo da sud. Il generale Kitchener guidava personalmente le divisioni del generale Kelly-Kenny e del generale Colvile e decise di sferrare il 18 febbraio 1900 un massiccio assalto generale dalla riva meridionale per attraversare il fiume e sbaragliare il laager boero. Nonostante la netta superiorità numerica i britannici furono respinti con forti perdite e i boeri mantennero le posizioni. Il feldmaresciallo Roberts arrivò sul campo di battaglia il 19 febbraio e decise di rinunciare ad ulteriori attacchi frontali ed impegnare tutta l'artiglieria disponibile per bombardare sistematicamente il campo boero. Dopo alcuni giorni di fuoco dei cannoni britannici che causarono gravi perdite e logorarono fortemente i boeri accerchiati, il generale Cronje decise il 27 febbraio 1900 di arrendersi al feldmaresciallo Roberts con tutte le sue truppe. Oltre 4000 boeri caddero prigionieri nella battaglia di Paardeberg che segnò una svolta decisiva della guerra a favore dei britannici.
Mentre l'armata del feldmaresciallo Roberts iniziava l'invasione delle Repubbliche boere, contemporaneamente sul fronte del Natal il generale Buller aveva subito una terza sconfitta nella battaglia del Vaal Kranz il 7 febbraio 1900; tuttavia l'indebolimento delle difese boere sul fiume Tugela rese possibili un nuovo tentativo di sfondare le linee e liberare finalmente le truppe britanniche del generale White assediate a Ladysmith da ottobre 1899. Il 14 febbraio 1900 il generale Buller iniziò una complessa manovra per aggirare sulla destra le linee del Tugela; le divisioni dei generali Neville Lyttelton e Charles Warren conquistarono prima le colline a sud del fiume, quindi a partire dal 22 febbraio sferrarono l'attacco decisivo alle creste collinari a nord del Tugela che furono conquistate dopo una lunga e aspra serie di combattimenti. L'esercito boero del generale Botha dovette infine battere in ritirata e una parte delle truppe dovettero essere trasferite d'urgenza sul fronte occidentale. Il 27 febbraio le truppe britanniche arrivarono a Ladysmith e l'assedio venne rotto; il 1º marzo 1900 avvenne l'incontro formale tra il generale Buller e il generale White che aveva difeso per oltre tre mesi con le sue truppe la città.

### Marcia su Pretoria
Dopo la resa del generale Cronje, i boeri avevano cercato di organizzare una nuova posizione difensiva a protezione di Bloemfontein, la capitale dello Stato Libero d'Orange; circa 6000 combattenti al comando dei generali de la Rey e De Wet, furono schierati su una linea di colline lungo le due rive del fiume Modder a circa cinquanta chilometri a occidente della città. I due presidenti delle Repubbliche, Paul Kruger e Martinus Steyn, si recarono sul campo di battaglia per galvanizzare la resistenza, ma la superiorità dell'armata britannica era schiacciante e il generale Roberts, dopo aver ripreso l'avanzata, poté attaccare il 7 marzo 1900 con le divisioni di fanteria dei generali Kelly-Kenny, Tucker e Colvile e con la divisione di cavalleria del generale French. La cosiddetta battaglia del pioppeto si concluse con la vittoria britannica; mentre la cavalleria aggirava ad oriente le linee boere, le tre divisioni di fanteria attaccarono sulle due rive. I boeri, minacciati di aggiramento, si ritirarono precipitosamente; il generale De Wet riuscì a proteggere la ritirata e i due presidenti evitarono la cattura anche a causa del ritardato inseguimento della cavalleria britannica. Dopo un nuovo combattimento a Driefontein il 10 marzo, il feldmaresciallo Roberts poté entrare a Bloemfontein il 13 marzo 1900 senza incontrare resistenza.

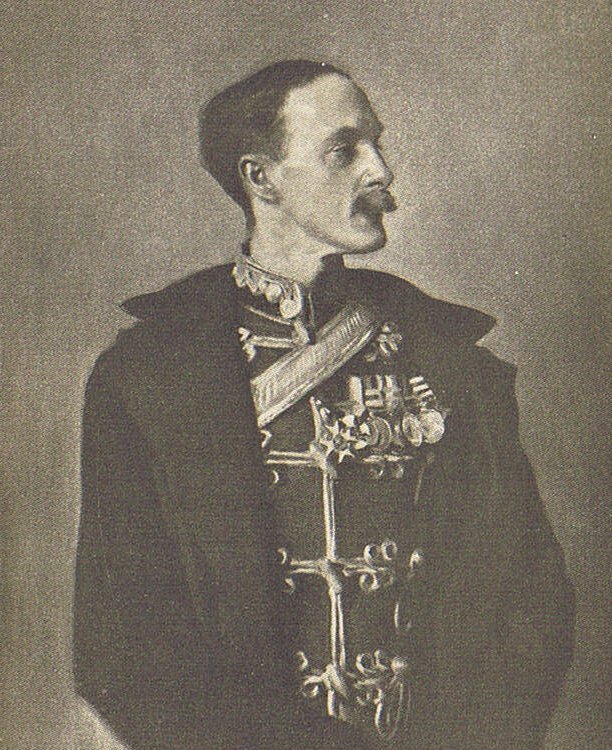
Il generale Ian Hamilton.

Dopo la conquista della capitale dello Stato Libero d'Orange, il feldmaresciallo Roberts manifestò ottimismo nelle sue comunicazioni a Londra; per cercare di pacificare al più presto il territorio, promulgò una prima amnistia e si occupò per alcune settimane soprattutto di consolidare le sue posizioni, migliorare i collegamenti, rafforzare il suo schieramento. Il feldmaresciallo, convinto della possibilità di un imminente cedimento della resistenza, non si impegnò a fondo per distruggere gli eserciti nemici ancora in campo; i 6000 boeri del generale Olivier, in ritirata da Colesberg e Stormberg, riuscirono quindi a ripiegare verso nord senza essere intercettati dalla cavalleria del generale French che il 20 marzo si era portata a Thaba Nchu. Nonostante l'ottimismo del feldmaresciallo Roberts, di gran parte dei dirigenti politico-militari e dell'opinione pubblica, in realtà la situazione dell'esercito britannico a Bloemfontein non era priva di difficoltà soprattutto per le gravi carenze logistiche che resero impossibile una rapida ripresa dell'avanzata. Il sistema dei trasporti era molto disorganizzato e c'era una grande penuria di cavalli e di buoi; il sistema ferroviario era insufficiente; di conseguenza il vettovagliamento di uomini e animali non era soddisfacente; inoltre esplose a Bloemfontein una grave epidemia di tifo che il servizio sanitario militare non fu in grado di controllare in modo adeguato.
Nel frattempo la dirigenza delle repubbliche boere dopo un momentaneo pessimismo seguito alle prime sconfitte, si era riunita il 17 marzo 1900 a Kroonstad per prendere nuove decisioni; la riunione, a cui furono presenti anche i presidenti Kruger e Steyn, ebbe grande importanza e rinsaldò la coesione e la determinazione dei boeri. Venne deciso di continuare la guerra e di prendere una serie di iniziative diplomatiche e propagandistiche per ricercare l'aiuto concreto delle Grandi Potenze mondiali contro l'Impero britannico, descritto come una potenza aggressiva che mirava a distruggere il volk boero. A livello mondiale era diffuso un sentimento di simpatia per la causa boera e di avversione per la politica imperialistica britannica, ma concretamente questo appoggio morale non fu di aiuto per le repubbliche che poterono contare solo sull'apporto di un numero limitato di volontari stranieri. Gli appelli mistico-religiosi di Kruger alla resistenza per la salvezza degli afrikaner invece rinsaldarono il morale, mentre alcuni capi risoluti, soprattutto Christiaan De Wet e Koos de la Rey, sostennero la necessità di modificare le strategie di guerra e iniziare una serie di rapide incursioni per colpire e disorganizzare le vie di comunicazione e le retrovie dell'esercito invasore.
La nuova strategia venne in parte approvata dai due presidenti e alla fine di marzo 1900 il generale de la Rey finse un movimento offensivo in direzione di Bloemfontein allo scopo di attirare il grosso delle forze britanniche, mentre il generale De Wet con 2000 boeri sferrò un primo attacco alle retrovie nemiche colpendo di sorpresa la località di Sannah's Post dove erano gli acquedotti che rifornivano la capitale dello Stato Libero d'Orange. I commando del generale De Wet attaccarono Sanna's Post il 31 marzo 1900 e sorpresero un reparto di cavalleria al comando del generale Robert George Broadwood; i britannici furono pesantemente sconfitti, i boeri catturarono sette cannoni e 428 prigionieri e riuscirono a sfuggire al lento inseguimento dei reparti di fanteria inviati in soccorso dal feldmaresciallo Roberts. Il 3 aprile i boeri del generale De Wet attaccarono un battaglione britannico a Reddesberg e ottennero un nuovo successo; infine dopo un fallito attacco alla guarnigione di Wepener, gli incursori boeri ritornarono a nord.
La brillante azione del generale De Wet aveva dimostrato l'efficacia delle tattiche di guerriglia contro le retrovie nemiche ma, a causa delle forze insufficienti, non era riuscita ad interrompere la linea ferroviaria che costituiva la principale via di rifornimento britannica, quindi il feldmaresciallo Roberts non diede grande importanza a questi scacchi locali e continuò a riorganizzare e preparare le sue forze per il cosiddetto "secondo balzo da tigre" dell'armata d'invasione. Il feldmaresciallo Roberts ritenne che una grande avanzata direttamente su Pretoria potesse infliggere un colpo decisivo alle resistenza politica e militare delle repubbliche boere e assicurare la vittoria all'Impero britannico; quindi, mentre il generale Buller era incaricato di mantenersi sulla difensiva in Natal con 20000 uomini, il feldmaresciallo concentrò le divisioni dei generali Reginald Pole-Carew, Charles Tucker e John French con 20000 uomini sotto il suo comando diretto, supportate sul fianco sinistro dagli 8000 soldati della divisione del generale Archibald Hunter; il generale Ian Hamilton infine prese il comando di una colonna mobile costituita da 15000 soldati di fanteria e truppe montate incaricata di marciare sul fianco destro e aprire la strada all'avanzata della colonna principale su Pretoria.

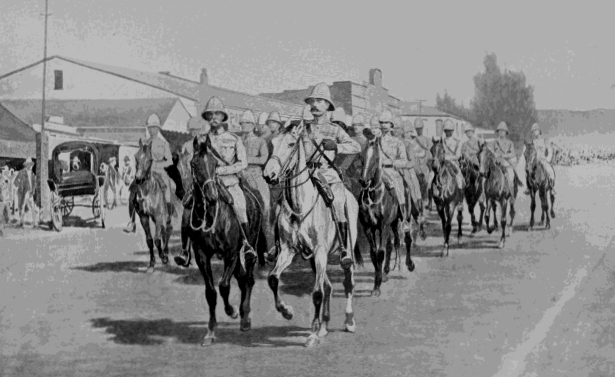
Il feldmaresciallo Frederick Roberts e il generale Horatio Kitchener entrano a Pretoria.

La grande avanzata del feldmaresciallo Roberts ebbe inizio il 3 maggio 1900, mentre la colonna di soccorso del colonnello Bryan Mahon avanzava su Mafeking per rompere finalmente l'assedio, i 43000 soldati britannici dell'armata d'invasione marciarono rapidamente senza incontrare molta resistenza; i boeri del generale Louis Botha preferirono ritirarsi ed evitare una battaglia in campo aperto. I britannici attraversarono il Vaal e il Zand quindi, dopo lunghe e faticose marce nel veld, entrarono a Kroonstad dove la colonna centrale si fermò per dieci giorni per avere tempo di rimettere in funzione la linea ferroviaria; contemporaneamente il generale Hamilton sul fianco destro era giunto il 18 maggio a Lindley da dove si diresse verso il fianco sinistro della ferrovia il 26 maggio. L'armata del feldmaresciallo Roberts arrivò a Johannesburg che venne occupata il 31 maggio 1900 dopo la brillante vittoria del generale Hamilton nella battaglia di Doornkop. In precedenza, il 17 maggio 1900, il colonnello Mahon aveva raggiunto e liberato la guarnigione di Mafeking che, al comando del colonnello Baden-Powell, era rimasta sotto assedio dal 16 ottobre 1899. La notizia portò grande sollievo al pubblico britannico, e rese Baden-Powell un eroe nazionale per il resto della sua vita.
Il successivo obiettivo dell'armata principale del feldmaresciallo Roberts era Pretoria, dove c'erano segni di disgregazione e confusione tra le truppe e i capi boeri. Molto demoralizzati di fronte alla continua avanzata nemica, gli uomini del generale Botha stavano ripiegando a nord della città, i quattro forti della città furono evacuati. Il 1º giugno 1900 il presidente Kruger abbandonò Pretoria con tutto il governo e gli stessi generali Botha e Smuts consigliarono la resa immediata, solo grazie al fermo intervento del presidente dello Stato libero d'Orange, Steyn, che affermava una ferma volontà di resistenza, i capi boeri ripresero il controllo e decisero, mentre Kruger si dirigeva verso il confine portoghese, di continuare la guerra ad oltranza. Parlamentari furono inviati dal feldmaresciallo Roberts per guadagnare tempo, accettando di cedere Pretoria senza combattere e proponendo trattative. Il 5 giugno 1900, il feldmaresciallo Roberts entrò a Pretoria con il suo esercito senza incontrare resistenza; vennero liberati i circa 3000 prigionieri britannici.
Dopo una breve sosta a Pretoria, il feldmaresciallo Roberts dovette riprendere le operazioni militari; il generale Botha aveva interrotto le trattative e stava raggruppando le sue forze residue a est della capitale. Il 10 giugno 1900 fu combattuta la battaglia del colle dei Diamanti che terminò con la vittoria dei britannici; tuttavia i boeri mantennero la coesione, riuscirono ancora una volta ad evitare la distruzione e il generale Botha poté ritirate le sue truppe verso il Transvaal orientale per continuare la guerra.

### Prolungamento della guerra

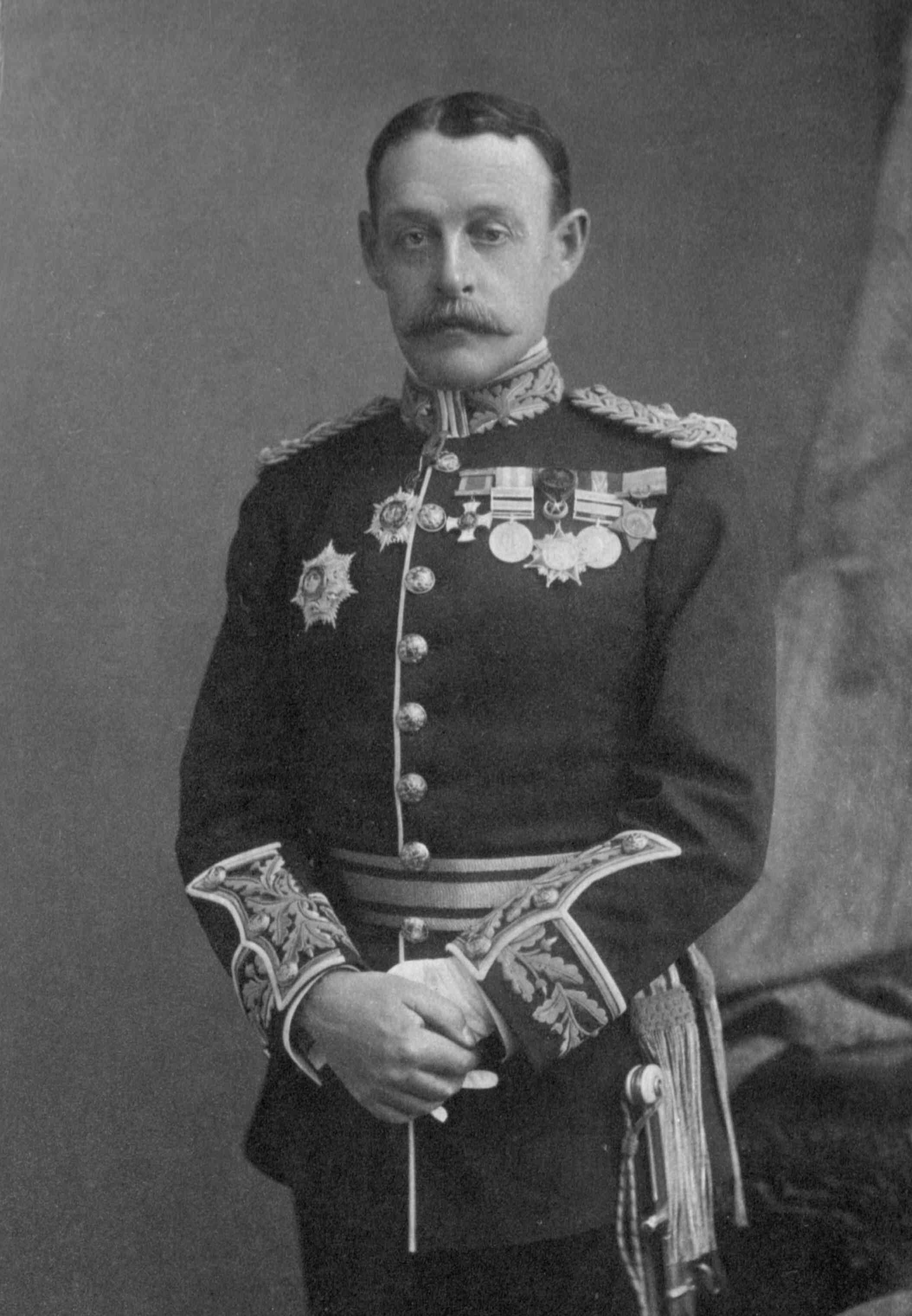
Il generale Archibald Hunter.

Mentre l'armata principale del feldmaresciallo Roberts avanzava nel Transvaal e occupava Pretoria, alle sue spalle era intanto ripresa la guerra; nello Stato libero d'Orange erano ancora in armi oltre 8000 boeri, tra cui i commando dell'abile generale Christiaan De Wet, che, dopo le incursioni di marzo e aprile, sferrarono una nuova serie di riusciti attacchi alle colonne isolate e ai presidi delle retrovie britanniche. Il 3 giugno 1900 i boeri del generale De Wet sorpresero un convoglio nemico diretto ad Heilbron, mentre il 6 giugno ebbe successo una grande incursione su Roodewal, lungo la linea ferrovia principale; infine il fratello di De Wet, Piet De Wet ottenne una brillante vittoria locale il 31 maggio 1900 a Lindley.

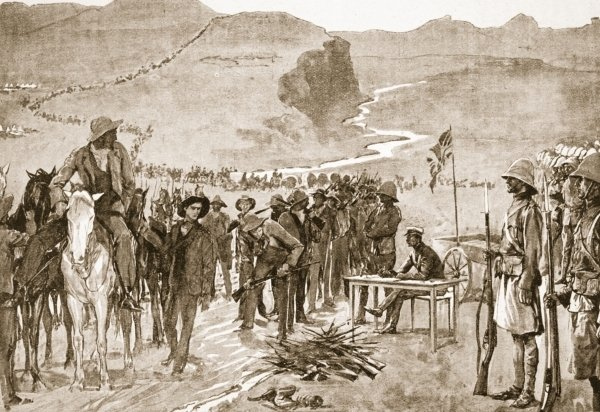
La resa delle truppe boere del generale Prinsloo nel bacino del fiume Brandwater.

Fortemente preoccupato da questi attacchi alle sue spalle, il feldmaresciallo Roberts, prima di intraprendere con il grosso delle sue forze l'avanzata finale verso il confine orientale del Transvaal, decise quindi di inviare a sud del Vaal un importante contingente di truppe per rastrellare il territorio dello Stato libero d'Orange che era stato trascurato durante la marcia su Pretoria e distruggere i commando boeri che colpivano le sue retrovie. Il comando di queste forze venne assegnato, dopo l'incidente occorso a causa di una caduta da cavallo al generale Ian Hamilton, al capace generale Archibald Hunter. Il generale Hunter manovrò con abilità e riuscì ad accerchiare nel bacino del fiume Brandwater entro il 29 luglio oltre 6000 boeri al comando del generale Martinus Prinsloo; entro il 10 agosto 1900 i britannici catturarono oltre 4300 nemici e il generale Prinsloo si arrese, tuttavia una parte delle forze boere, guidate dai comandanti Cristiaan De Wet e Olivier, riuscì a sfuggire alla trappola del generale Hunter.
Fin dal 15 luglio De Wet con 1500 uomini e il presidente dello Stato libero d'Orange Steyn avevano superato il cerchio britannico e si erano diretti a nord; inseguiti da altre colonne nemiche il 6 agosto furono costretti ad attraversare il Vaal e cercare rifugio nel Transvaal occidentale oltre la catena montuosa del Magaliesberg. Il generale Kitchener, al comando di una serie di reparti con 20000 soldati con il compito di intercettare il comandante De Wet, non riuscì ad impedirgli il passaggio del Vaal e inoltre la colonna guidata dal generale Ian Hamilton non bloccò in tempo l'Olifant's nek, il passo del Magaliesberg da dove De Wet e i suoi uomini riuscirono a sfuggire entro il 13 agosto 1900 e riprendere l'attività di guerriglia.
Nonostante il successo del generale Hunter nel bacino del Brandwater che sembrava porre termine alla resistenza boera nello Stato libero d'Orange, il feldmaresciallo Roberts comprese che la mancata cattura di De Wet e Steyn costituiva un grave insuccesso e rischiava di prolungare il conflitto; per il momento egli decise di riprendere l'avanzata con il grosso delle sue forze verso il Trasvaal orientale.

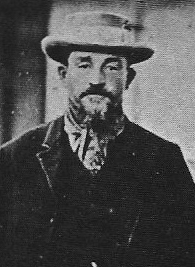
Il comandante boero Christiaan de Wet.

Nel frattempo il generale Redvers Buller aveva intrapreso, dopo una lunga sosta seguita alla liberazione di Ladysmith, l'offensiva in Natal; nei mesi di maggio e giugno 1900 le divisioni britanniche dei generali Francis Clery, Neville Lyttelton e Henry Hildyard superarono l'aspro territorio delle catene del Biggarsberg e del Drakensberg, respinsero i boeri guidati da Christiaan Botha, fratello di Louis, e sbucarono nel Transvaal sud-orientale. Il generale Buller raggiunse il nodo di comunicazioni di Standerton e il 4 luglio 1900 le sue truppe entrarono per la prima volta in contatto con l'esercito del feldmaresciallo Roberts proveniente da Pretoria.
Dopo una serie di operazioni per riaprire i collegamenti ferroviari tra il Natal e il Transvaal, la forza campale del generale Buller e l'armata principale del feldmaresciallo Roberts si congiunsero e condussero insieme in agosto l'ultima fase della campagna; il 25 agosto 1900 i britannici sconfissero le truppe boere del generale Botha nella battaglia di Bergendal. I resti dell'esercito boero, duramente battuti e demoralizzati, si dispersero nel veld e il presidente Kruger si mise in salvo l'11 settembre 1900 passando nel Mozambico e quindi recandosi in esilio in Europa, il generale Buller marciò su Lydenburg e conquistò i passi del Mauchberg, mentre i generale Hamilton e Pole-Carew arrivarono fino a Komatipoort senza poter impedire a duemila boeri di sconfinare in territorio portoghese.
Il feldmaresciallo Roberts era ormai sicuro che la guerra fosse "praticamente finita"; il 25 ottobre 1900 il comandante in capo proclamò ufficialmente l'annessione del Transvaal ed a novembre comunicò a Londra che riteneva la sua missione conclusa e che quindi era disponibile a cedere il comando sul posto al generale Kitchener e tornare in patria. In realtà almeno 30000 combattenti boeri erano ancora attivi nello Stato libero d'Orange e nel Transvaal occidentale e soprattutto, nonostante le prime misure repressive adottate dai britannici con distruzioni ed incendi di fattorie, la resistenza boera non era esaurita ed i capi principali erano sfuggiti alla morte o alla cattura ed erano ancora in azione. Nel novembre 1900 l'alto commissario Milner comunicò con un rapporto segreto che la situazione complessiva in Sud Africa sembrava aggravarsi e che nonostante l'ottimismo del feldmaresciallo Roberts, la guerra non era in fase di esaurimento ma al contrario era ripresa sotto forma di guerriglia e, in mancanza di misure sistematiche di occupazione del territorio, rischiava di prolungarsi a tempo indefinito. Milner criticava inoltre l'operato del generale Kitchener e proponeva una politica militare di graduale rafforzamento delle misure di repressione e rastrellamento mediante colonne mobili in azione su tutto il territorio.

### Guerriglia boera

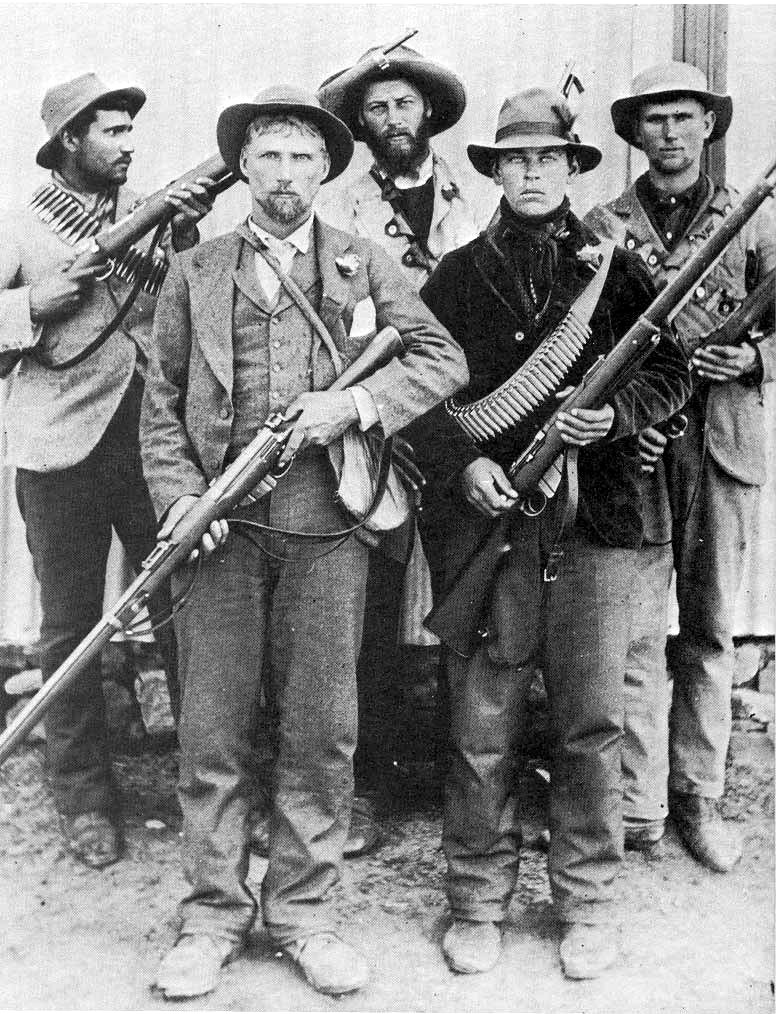
Un gruppo di combattenti boeri.

A partire dall'autunno 1900 i commando boeri avevano ripreso con crescente efficacia le incursioni locali e avevano progressivamente esteso il territorio sotto il loro controllo; mentre l'armata del feldmaresciallo Roberts combatteva nel Transvaal orientale, le altre forze britanniche lasciate indietro nelle regioni già invase si trovarono in notevole difficoltà. Nel Transvaal occidentale i commando boeri guidati dagli abili comandanti Koos de la Rey e Jan Smuts ritornarono in azione nelle aspre vallate del Transvaal occidentale, mentre il temuto comandante Christiaan De Wet poté iniziare un nuovo ciclo di incursioni e attacchi nel veld a nord e a sud del Vaal.
La cosiddetta "ripresa del verme", secondo la definizione dell'alto commissario Milner in una lettera del gennaio 1901 a Richard Haldane, era scaturita soprattutto dalle decisioni prese nell'ottobre 1900 dai principali capi boeri nel corso di un improvvisato consiglio di guerra (krygsraad) svoltosi in località Cypherfontein, una fattoria isolata circa centoventi chilometri a occidente di Pretoria. Al krygsraad parteciparono il nuovo presidente del Transvaal dopo la partenza di Kruger, generale Louis Botha, il presidente dello Stato libero d'Orange, Steyn, i due comandanti generali de la Rey e Smuts; il comandante De Wet non fece in tempo ad essere presente e per ragioni di sicurezza la riunione dovette essere interrotta prima del suo arrivo.
Durante il consiglio di guerra vennero discussi i problemi della guerra e venne concordata una strategia comune tra i rappresentanti delle due repubbliche; il presidente Steyn fu il più intranisgente assertore della resistenza ad oltranza, mentre alla fine anche i capi del Transvaal, in precedenza scoraggiati dalle sconfitte e dalle distruzioni operate dai britannici, decisero di aderire alla politica propugnata dal presidente dello Stato Libero d'Orange. Venne deciso quindi di proseguire con la massima energia la strategia della guerriglia che si era dimostrata efficace, nonostante rischiasse di provocare rappresaglie contro la popolazione civile esposta indifesa alla violenza nemica. Grandi preoccupazioni inoltre provenivano dalla spietata tattica britannica dell'incendio delle fattorie e della distruzione delle risorse dei territori che stava trasformando in aree devastate e impraticabili per i guerriglieri vaste zone delle repubbliche. Si decise, in risposta alle tattiche devastatrici britanniche, di organizzare l'audace invasione delle colonie del Capo e del Natal.
I capi boeri si divisero subito dopo la fine del krygsraad di Cypherfontein e ritornarono nelle loro aree di attività per intensificare l'attività di guerriglia, ma il 6 novembre 1900 il generale De Wet subì una inattesa sconfitta nella battaglia di Bothaville e non poté prendere parte alla prevista incursione nella colonia del Capo anche se fu in grado di evitare l'inseguimento delle forze del generale Kitchener che cercavano di bloccarlo nel territorio meridionale dello Stato Libero d'Orange. Furono i commando dei comandanti Kritzinger e Hertzog che riuscirono invece a superare gli sbarramenti ed entrare il 16 dicembre 1900 nel territorio del Capo suscitando grande preoccupazione nei dirigenti britannici; in precedenza i generali Smuts e de la Rey avevano ottenuto un brillante successo infliggendo il 13 dicembre una pesante sconfitta a Nooitgedacht alle colonne del generale Clements che devastavano il territorio del Transvaal occidentale.

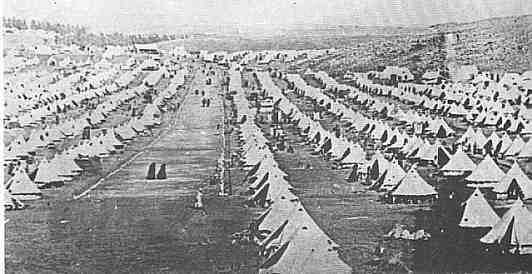
Il campo di concentramento di Krugersdorp.

Il 10 dicembre 1900 il feldmaresciallo Roberts aveva ceduto il comando supremo in Sud Africa al generale Kitchener ed aveva intrapreso il viaggio di ritorno in Gran Bretagna per assumere il comando in capo dell'esercito britannico, ma, nonostante l'energia e la determinazione del nuovo comandante, la situazione reale sul campo appariva all'alto commissario Milner ancora difficile. Milner, preoccupato anche dalle incursioni in corso nella colonia del Capo, riteneva indispensabile procedere ad una lenta occupazione sistematica e metodica del territorio delle due repubbliche boere, già ufficialmente annesse, rafforzando il controllo militare di ogni distretto ed evitando le distruzioni e le rappresaglie. Il generale Kitchener invece, impaziente di concludere al più presto la guerra, inizialmente mantenne una politica oscillante tra il potenziamento delle misure militari di repressione e la ricerca di un rapido accordo con la dirigenza nemica sfruttando come mediatori alcuni capi boeri che in precedenza avevano accettato la sottomissione. I colloqui tenuti a Middelburg nel febbraio 1901 tra il comandante in capo britannico e il generale Botha non raggiunsero alcun risultato a causa soprattutto delle intransigenti condizioni imposte dall'alto commissario Milner, e quindi il generale Kitchener decise dal mese di marzo 1901 di iniziare una nuova strategia più aggressiva per accelerare la fine del conflitto utilizzando metodi sempre più duri.
Il nuovo programma del generale Kitchener si fondava sull'organizzazione di sistematiche "passate" sul territorio da parte di colonne mobili per ricercare e distruggere i gruppi boeri attivi, e sul rastrellamento, la deportazione e lo sgombero di donne, bambini e bestiame allo scopo di isolare i nemici e privarli delle risorse necessarie a prolungare la resistenza. Il generale Kitchener prevedeva di ammassare i civili boeri, evacuati a forza dalle loro abitazioni, in cosiddetti lager, veri e propri campi di concentramento mediocremente vettovagliati ed organizzati dove ben presto si sarebbero diffuse la denutrizione e le malattie.

### La repressione e la deportazione

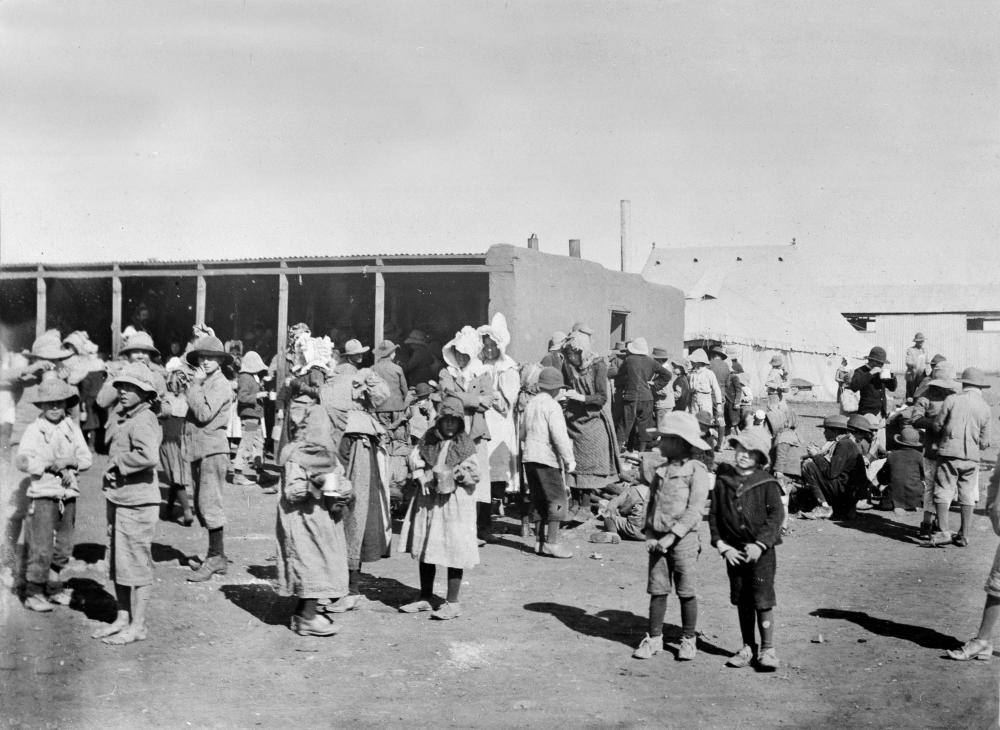
Donne e bambini boeri in un lager britannico.

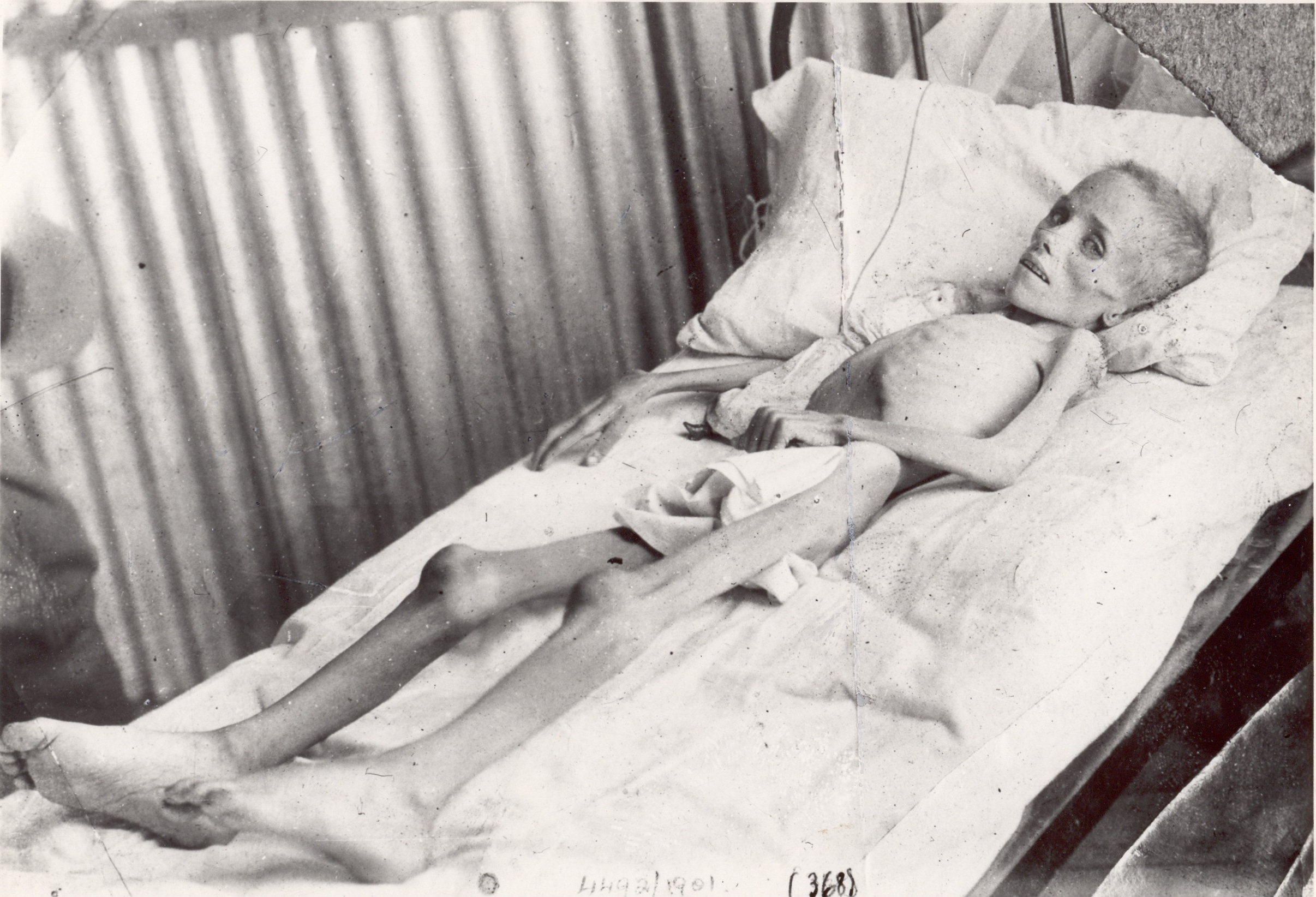
La celebre foto di Lizzie van Zyl, la bambina boera che fu internata nel campo di concentramento inglese a Bloemfontein nel 1901 e morì poco dopo per denutrizione.

Il generale Kitchener riteneva che la deportazione e il concentramento dei civili nei campi consentisse di isolare i combattenti boeri; inoltre in questo modo le donne e i bambini avrebbero ricevuto protezione; in realtà gli internati vennero ammassati in lager amministrati militarmente e riforniti con razioni alimentari minime prive di carne, verdure, latte e frutta. Il generale britannico inizialmente non mostrò alcuna preoccupazione umanitaria, difese le sue decisioni di fronte ai dubbi del ministero della Guerra e affermò che i campi erano funzionali e gli internati erano "contenti".

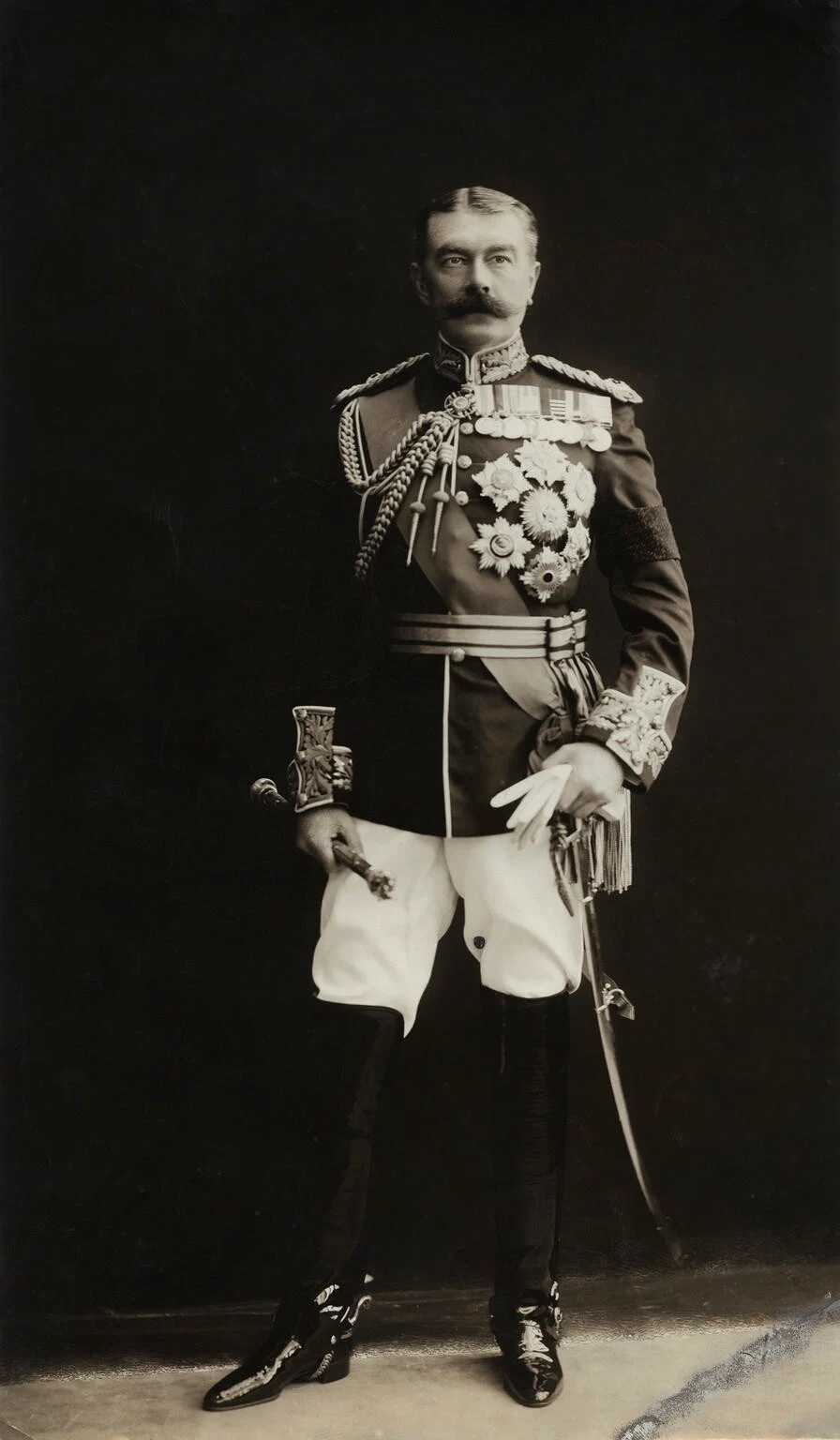
Il generale Horatio Kitchener, nuovo comandante in capo britannico.

Mentre procedeva alle deportazioni di donne, vecchi e bambini, il generale Kitchener mostrava invece preoccupazioni sull'evoluzione militare della guerra; al nuovo ministro della Guerra St John Brodrick disse che raggiungere la vittoria era "un problema difficilissimo" e che anche con le sue nuove strategie si ottenevano solo lenti progressi; egli riteneva inoltre di non aver truppe sufficienti. Le sue colonne mobili impiegate per la caccia ai gruppi boeri, valutati in 20000 guerriglieri, erano numericamente scarse; il generale quindi richiedeva l'invio di nuovi reparti di cavalleria e fanteria montata.
Il nuovo sistema di guerra adottato dal generale Kitchener infatti prevedeva l'impiego di una serie di colonne mobili per ricercare e distruggere i gruppi boeri dispersi nel veld; questi reparti britannici erano guidati, sotto il comando superiore del generale John French, da una serie di ufficiali giovani e risoluti, come i tenenti colonnelli Julian Byng, Edmund Allenby e Herbert Plumer e i colonnelli Douglas Haig e Henry Rawlinson che conducevano continui rastrellamenti soprattutto nel Transvaal orientale. La guerra si stava progressivamente trasformando; non si combattevano più grandi battaglie e non c'erano più fronti precisi; le operazioni britanniche di repressione sul territorio erano inframezzate solo da piccoli combattimenti e si concludevano con un bilancio statistico dettagliato presentato da ogni colonna al quartier generale che enumerava i nemici uccisi, catturati o arresisi spontaneamente. Nonostante il grande impegno delle colonne mobili britanniche, alla fine di aprile 1901 il generale Kitchener dovette trarre un primo, deludente bilancio della sua nuova strategia. In quattro mesi, il cosiddetto "carniere" dei boeri neutralizzati era salito da 859 combattenti in gennaio a 2437 in aprile ma queste cifre erano assolutamente insufficienti e non facevano prevedere una rapida conclusione della guerra.
Il generale Kitchener ritenne che fosse necessario rendere le cosiddette "battute" delle colonne mobili più efficaci escogitando un sistema per ostacolare i movimenti dei gruppi boeri e restringerne la libertà d'azione. Il comandante in capo alla fine di marzo 1901 parlò per la prima volta con i subordinati dei suoi nuovi piani che prevedevano la costruzione di un complesso sistema di casematte, piccoli fortini di cemento e lamiera difesi da guarnigioni, collegati tra loro da barriere di filo spinato. In questo modo, secondo il generale Kitchener sarebbe stato possibile bloccare e distruggere i commando boeri, intrappolati tra le linee di casematte e filo spinato e le colonne mobili che avrebbero "battuto" il territorio compreso tra i fortini.
Oltre a pianificare nel dettaglio i metodi per cercare di schiacciare la guerriglia, in questo periodo il generale Kitchener era in di nuovo in forte contrasto con l'alto commissario Milner. Il comandante in capo ribadì che le uniche alternative per terminare la guerra rapidamente erano costituite o da ulteriori misure sempre più dure e terroristiche come la confisca delle proprietà dei boeri in armi o addirittura la deportazione oltremare di tutti i boeri resistenti, comprese famigliari e servi, oppure intavolare trattative per ricercare una pace di compromesso. All'inizio di luglio 1901 il governo britannico si trovò di fronte alla scelta tra la cosiddetta politica di "protezione" propugnata dall'alto commissario Milner e quella di "devastazione" sostenuta dal generale Kitchener. il 2 luglio venne comunicato al comandante in capo che, in assenza di risultati decisivi entro la fine dell'inverno sudafricano, si sarebbe dovuto adottare la strategia di Milner di lenta occupazione del territorio; veniva inoltre richiesto anche di ridurre in modo sostanziale le forze impegnate in Sud Africa che avrebbero dovuto scendere da 250000 a 140000 effettivi.

## La fine
Con il passare del tempo il piano di Kitchener fu efficace nel limitare i movimenti della guerriglia, ma la guerra non era ancora giunta al termine. Questa nuova tattica presto spezzò il morale e le linee di rifornimento dei combattenti boeri, costringendoli infine ad arrendersi con il Trattato di Vereeniging nel maggio del 1902. Nel trattato il Regno Unito accordò di pagare 3 milioni di sterline per aiutare la ricostruzione delle due colonie africane. Inoltre, il Transvaal e lo Stato Libero di Orange avrebbero perso la loro indipendenza dal Regno Unito.

## Le forze contrapposte

### L'esercito britannico

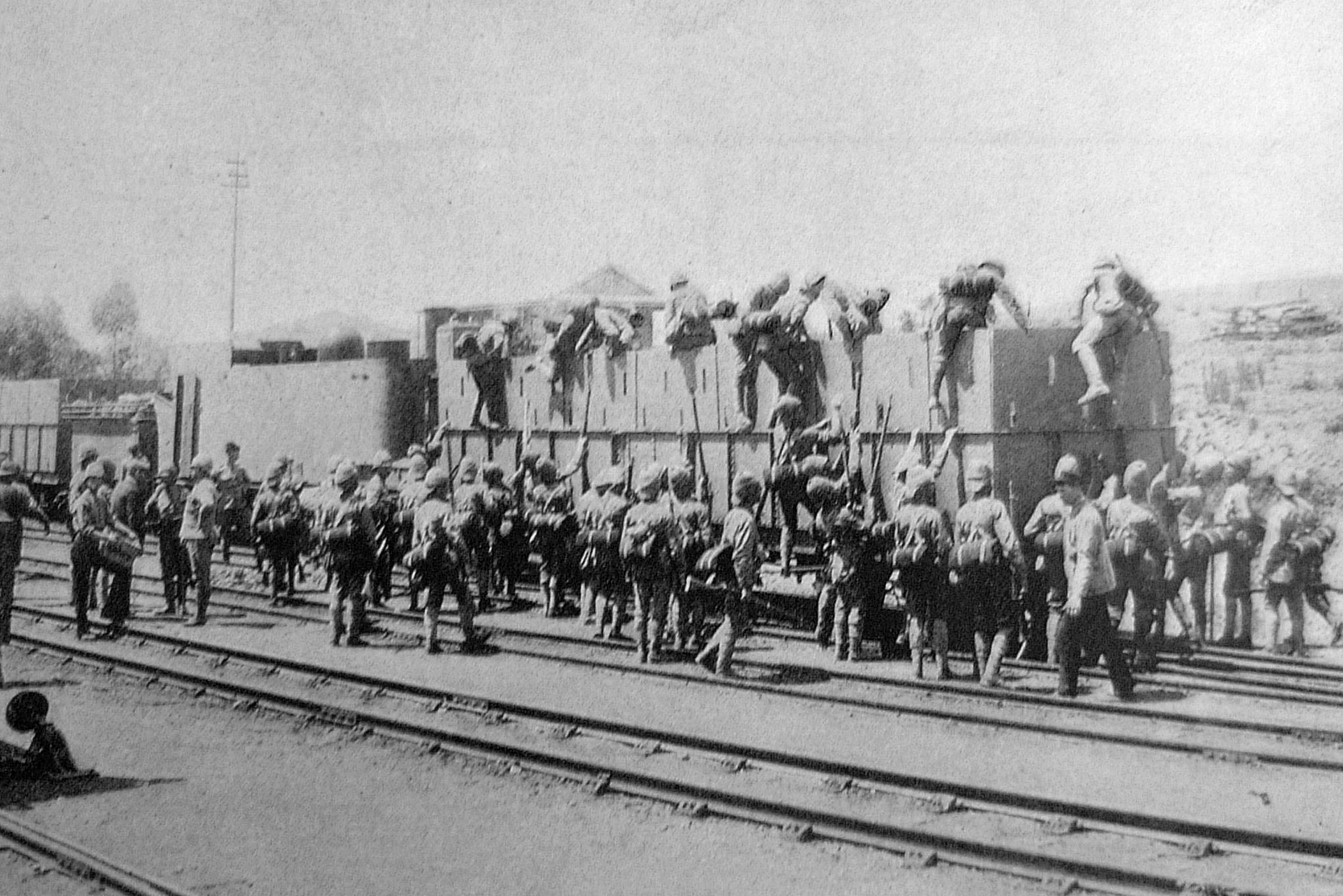
Truppe britanniche all'inizio della guerra boera.

Nel giugno 1899 le truppe britanniche regolari presenti in Sud Africa ammontavano ad appena 10000 soldati con 24 cannoni; dopo l'arrivo dei rinforzi dall'India e dal Mediterraneo, il contingente britannico era salito all'inizio della guerra a 22000 uomini con 60 cannoni, di cui circa 14000 schierati in Natal al comando del generale White. Queste forze era inizialmente in inferiorità numerica rispetto ai milziani boeri teoricamente mobilitabili dalle due repubbliche afrikaner, ma era previsto l'afflusso in Sud Africa del corpo d'armata del generale Buller, formato da 47000 soldati appartenenti ai migliori e più famosi reggimenti dell'esercito britannico. Il corpo di spedizione, costituito da 33 battaglioni di fanteria, sette reggimenti di cavalleria e 19 batterie di artiglieria, era stato organizzato mobilitando i riservisti che costituivano circa la metà del contingente.
L'esercito britannico entrò in guerra fidando pienamente sulle tattiche e sulle tradizioni sviluppate e applicate con successo durante le numerose guerre coloniali combattute e vinte nel periodo vittoriano contro popolazioni indigene scarsamente armate. Le tattiche adottate prevedevano in generale un combattimento rigidamente schematico caratterizzato da un bombardamento preliminare seguito dall'attacco di fanteria in schieramento serrato e dalla carica finale della cavalleria; era previsto l'impiego di scariche di fucileria che avevano spesso devastato le tribù primitive lanciate all'attacco. Era peraltro adottato in teoria anche l'attacco in ordine sparso ed alcuni battaglioni impegnati in India avevano qualche esperienza di scontri in terreno montuoso contro combattenti ribelli in agguato. In generale tuttavia gli insegnamenti tattici assegnavano importanza preminente alla rigida disciplina, non prevedevano lo sviluppo dell'iniziativa individuale dei soldati e davano poca importanza all'addestramento al tiro; non c'era piena consapevolezza, per mancanza di esperienza diretta, dell'effetto micidiale del fuoco concentrato delle armi moderne.

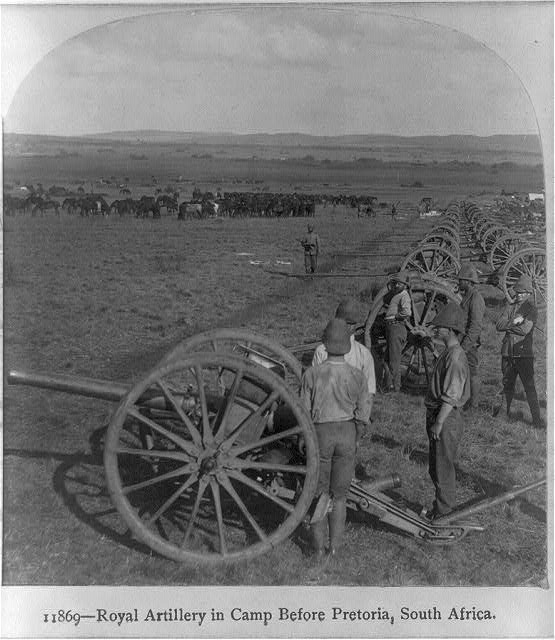
Cannoni britannici da 15 libbre durante la guerra boera.

In realtà l'esercito britannico, sottoposto nel 1881 alla importante Riforma Childers che aveva modificato il sistema reggimentale raggruppando i battaglioni reclutati nella stessa area geografica, aveva da alcuni anni introdotto alcune innovazioni: la sfolgorante divisa rossa era stata sostituita dalla meno vistosa uniforme color khaki, l'equipaggiamento individuale era stato razionalizzato, ufficiali e soldati portavano il casco coloniale con piccole insegne di reparto, erano stati introdotti i moderni fucili a ripetizione Lee-Metford e Lee-Enfield, infine due mitragliatrici Maxim erano state distribuite ad ogni battaglione di fanteria e cavalleria come arma di supporto.
L'artiglieria britannica invece avrebbe mostrato, nonostante le sue tradizioni storiche, alcune carenze; i reggimemti campali erano equipaggiati con i cannoni da 15 libbre mentre l'artiglieria a cavallo impiegava i cannoni da 12 libbre; questi pezzi d'artiglieria erano efficienti e affidabili ma avrebbero rivelato la loro inferiorità in potenza di fuoco e gittata rispetto ai moderni cannoni francesi e tedeschi importati dai boeri. L'artiglieria britannica durante la guerra dovette fare affidamento su improvvisati reparti di cannoni navali da 4,7 pollici e da 12 libbre per contrastare i pezzi pesanti nemici. Le tattiche dell'artiglieria britannica inoltre erano ancora fondate sul bombardamento massiccio a puntamento diretto mentre non erano sviluppate le tecniche del tiro indiretto e dello sbarramento mobile a sostegno dell'avanzata della fanteria.
Un altro punto debole dell'esercito britannico era rappresentato dalla cavalleria che, addestrata ad intervenire con la sua forza d'urto durante la battaglia campale, non era invece in grado di svolgere le funzioni di esplorazione, incursione, copertura e controllo del territorio svolte dalla fanteria montata boera. Ben presto l'esercito britannico avrebbe integrato le sue forze a cavallo costituendo reparti irregolari di volontari in parte reclutati in Sud Africa; tra questi reparti si segnalarono la South Africa Light Horse, la Imperial Light Horse, i Cape Mounted Rifles, i Natal Carbineers e la Mounted Police.

### Le forze boere

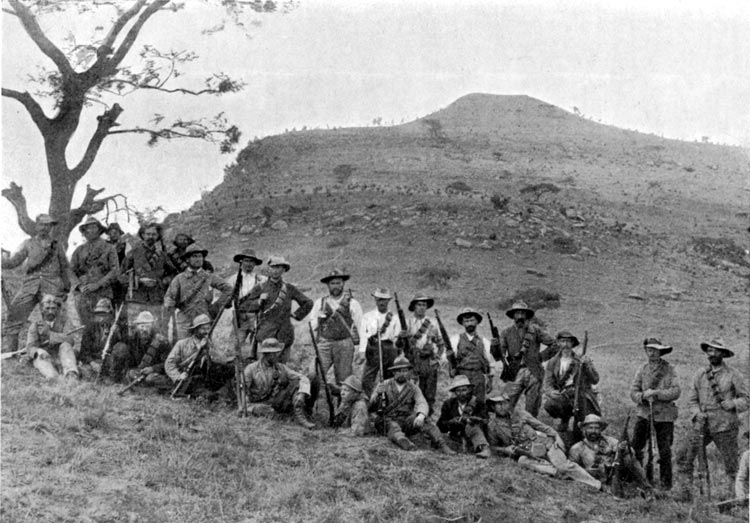
Combattenti boeri di un commando.

Le due Repubbliche boere affidavano la loro difesa alle milizie cittadine reclutate con il sistema dei commando sulla base dei distretti amministrativi; gli uomini validi di età compresa tra 16 e 60 anni potevano essere mobilitati in caso di guerra ed erano tenuti ad entrare nelle strutture militari organiche con proprio equipaggiamento e cavalcature; lo stato forniva invece l'armamento individuale e pesante. I boeri, abituati alla vita nel veld ed alle lotte contro gli indigeni, erano eccellenti cavalieri e tiratori formidabili; costituivano un efficiente esercito di fanteria montata estremamente mobile e dall'elevato morale; inoltre i boeri erano abili nell'organizzare posizioni trincerate da dove combattere a distanza con i fucili evitando gli scontri ravvicinati.

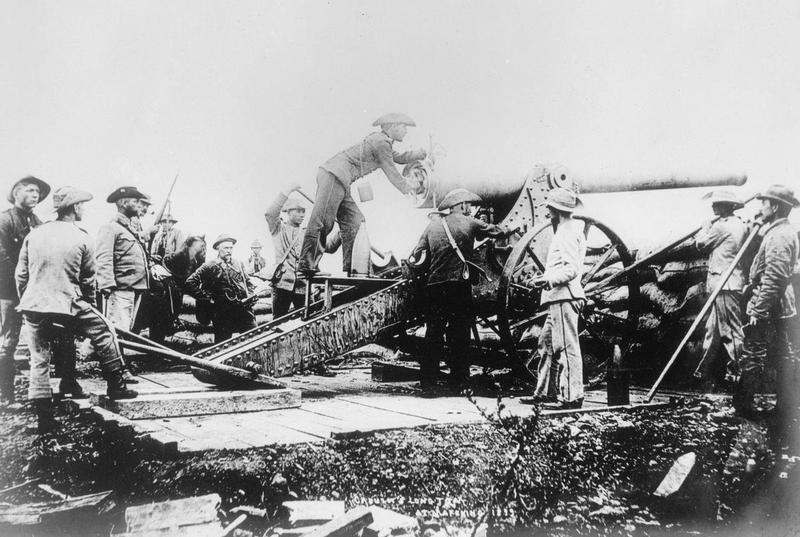
Un cannone Creusot da 155 mm durante l'assedio di Mafeking.

Le milizie boere mancavano completamente delle caratteristiche di un moderno esercito professionale; i combattenti non avevano divise e indossavano in guerra i robusti vestiti della vita civile; i commando, costituiti ognuno da circa 1000 miliziani, eleggevano un commandant che disponeva per esercitare il comando di alcuni veld-kornet, funzionari amministrativi che in guerra fungevano da ufficiali; infine venivano eletti alcuni sottufficiali che erano responsabili dei singoli gruppi di combattenti. Il commandant emetteva gli ordini ma legalmente non possedeva l'autorità per costringere all'obbedienza; i boeri erano combattenti volontari che all'occasione agivano autonomamente anche in contrasto con le disposizioni dei comandi superiori. La struttura di comando degli eserciti delle repubbliche prevedeva un comandante generale ed una serie di vecht commandant, comandanti operativi; le decisioni più importante venivano generalmente prese durante il krygsraad, il consiglio di guerra. Le milizie boere non disponevano di servizi logistici, ma potevano contare sull'apporto, per i compiti di trasporto e vettovagliamento, di migliaia di indigeni di colore; i cosiddetti agterryers erano spesso i servi africani che i boeri si portavano con loro in guerra e che svolgevano un ruolo importante per mantenere l'efficienza dei commando.
Dopo il raid di Jameson, le due Repubbliche boere avevano iniziato un ampio programma di rafforzamento militare, potenziando soprattutto l'armamento delle milizie; fin dal 1880 lo Stato Libero d'Orange aveva costituito un corpo regolare di artiglieria sotto la direzione del maggiore Albrecht, un volontario tedesco, mentre il Transvaal disponeva di una Staatsartillerie. Alla vigilia della guerra i boeri avevano a disposizione cannoni moderni importati dalle potenze europee; oltre a quattro cannoni pesanti da 155 mm francesi Creusot (i cosiddetti Long Tom) che, dopo essere stati schierati inizialmente nei grandi forti costruiti a difesa di Pretoria, vennero trasferiti sui fronti di guerra, erano disponibili circa 50 cannoni principalmente da 75 mm Creusot e Krupp e venti pezzi Maxim-Nordenfeld da una libbra. I boeri non impiegavano i cannoni in batterie ma preferivano schierarli isolatamente dietro posizioni fortificate. I commando inoltre vennero riarmati con gli ottimi fucili a ripetizione Mauser importati dalla Germania. I componenti regolari della polizia a cavallo del Transvaal, i cosiddetti ZARP (Zuid Afrikaanse Rijende Politie), e dello Stato Libero d'Orange, costituivano un piccolo corpo scelto di truppe addestrate che vennero impiegate in battaglia. Infine i boeri poterono contare durante la guerra sull'apporto di alcuni contigenti di volontari stranieri, provenienti dall'estero o reclutati nelle colonie britanniche; vennero quindi costituiti reparti volontari di irlandesi, italiani, americani, tedeschi, scandinavi e olandesi.

#### Volontari stranieri
Sicuramente presero parte al conflitto come volontari oltre 6300 stranieri: 2000 olandesi, 1550 tedeschi, 690 svedesi, 593 norvegesi, 59 altri scandinavi, 300 americani, 250 italiani inquadrati nella Legione Volontaria Italiana (della quale faceva parte il colonnello Camillo Ricchiardi: questi durante la guerra catturò un treno sul quale era il giovane Winston Churchill che era in Sud Africa come giornalista inglese; durante la cattura, Churchill risultò troppo compromesso con l'esercito nemico e, trovato in possesso di una pistola Mauser C96 con pallottole proibite dum-dum, rischiò di essere fucilato, ma il pronto intervento del comandante Ricchiardi gli salvò la vita), 225 polacchi, 200 irlandesi, 250 francesi, 200+ russi o russofoni, e un certo numero (sconosciuto) di australiani.

## Le conseguenze
La guerra non coinvolse solo militari e diplomatici. I civili delle colonie britanniche e degli stati afrikaner sperimentarono grandi privazioni. La vita sotto assedio esigette la sua parte di morti sia tra i soldati difensori che tra i civili nelle città di Mafeking, Ladysmith e Kimberly. Come è tipico di ogni assedio, le scorte di cibo iniziarono a scarseggiare dopo poche settimane. A Mafeking, Sol Plaatje scrisse: "Per la prima volta ho visto carne di cavallo trattata come se fosse cibo per le persone". Le città sotto assedio dovettero inoltre fronteggiare il costante bombardamento dell'artiglieria, che rendeva pericolose le strade. Verso la fine dell'assedio di Kimberly ci si aspettava che i boeri avrebbero intensificato il loro bombardamento, così venne emanato un avviso che incoraggiava la gente a scendere nelle miniere per cercare protezione. La città venne presa dal panico e la gente fluiva costantemente nei pozzi delle miniere, per periodi di 12 ore. Il fatto che i bombardamenti non arrivarono mai non diminuì lo spettro della paura che aleggiava sui civili.
Ancor peggio degli assedi furono i campi di concentramento, che erano parte delle dure tattiche di Kitchener per chiudere il conflitto. I campi furono aperti quando i britannici compresero che donne e bambini non potevano prendersi cura di loro e trovarsi nel mezzo dei combattimenti. I campi erano inoltre un posto sicuro per i boeri che non erano interessati a prendere parte alla guerra. Comunque, dal momento in cui Kitchener assunse il comando, egli cambiò la natura dei campi che a quel punto detenevano qualsiasi persona vivesse in aree controllate dalla guerriglia. Il suo piano era quello di distruggere tutto il sostegno dei combattenti boeri restanti. La tragedia dei campi di concentramento può essere descritta attraverso il conto che chiese alle persone che vi erano detenute. Nei campi morirono più bambini che la somma dei soldati caduti da ambo le parti. Nel 1901 morirono fino a 28000 donne e bambini. Fu un'atrocità che avrebbe macchiato la reputazione di Kitchener negli anni a venire, ma che va vista anche nel contesto delle malattie che falciarono 16000 soldati britannici e della generale inadeguatezza dell'apparato medico militare britannico dell'epoca.
Per il dicembre 1901, a molti degli internati nei campi fu concesso di andarsene, e molti degli uomini si unirono a due nuovi reggimenti che combatterono a fianco dei britannici, i Transvaal National Scouts e gli Orange River Volunteers, allo scopo di porre termine alla guerra. Non è difficile vedere come tutto ciò portò alla resa boera di Vereeniging.
La frase del presidente Kruger riguardante la scoperta dell'oro a Witwatersrand si rivelò corretta. La sua nazione era in effetti intrisa del sangue, dei soldati e dei bambini. La ricchezza derivante dall'oro attirò gli uomini che lo volevano estrarre, e la loro presenza in una terra straniera portò alla guerra. La guerra boera cambiò per sempre il panorama politico del Sudafrica. I britannici ottennero il controllo delle più grandi miniere d'oro del mondo, facendo crescere un senso di risentimento nei cuori e nelle menti degli Afrikaners. Persone da ambo le parti piansero la perdita di figli, figlie, mariti e mogli, in quanto nessuno fu immune dalle atrocità della guerra. Anche se le parti coinvolte non combatterono direttamente per le miniere d'oro, la corsa alle ricchezze fece precipitare le cause della guerra.